# Augustów
Augustów – miasto w północno-wschodniej Polsce, w województwie podlaskim, siedziba powiatu augustowskiego i gminy wiejskiej Augustów.
Miasto królewskie starostwa augustowskiego w ziemi bielskiej województwa podlaskiego w 1795 roku. Miasto rządowe Królestwa Kongresowego, położone było w 1827 roku w powiecie dąbrowskim, obwodzie augustowskim województwa augustowskiego. W latach 1975–1998 miasto należało do województwa suwalskiego.

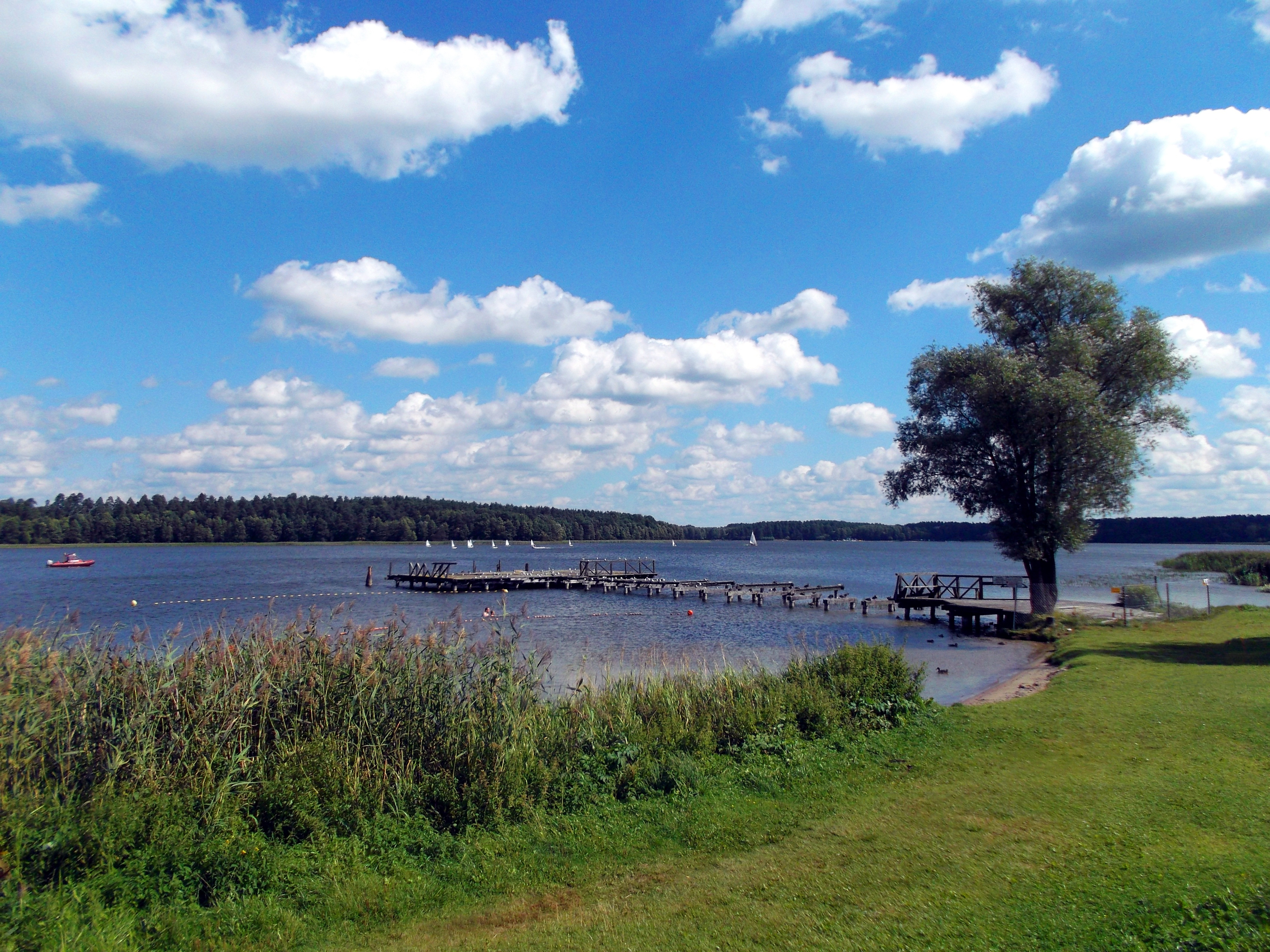
Jezioro Necko w Augustowie. Widok z dzielnicy Borki

## Położenie

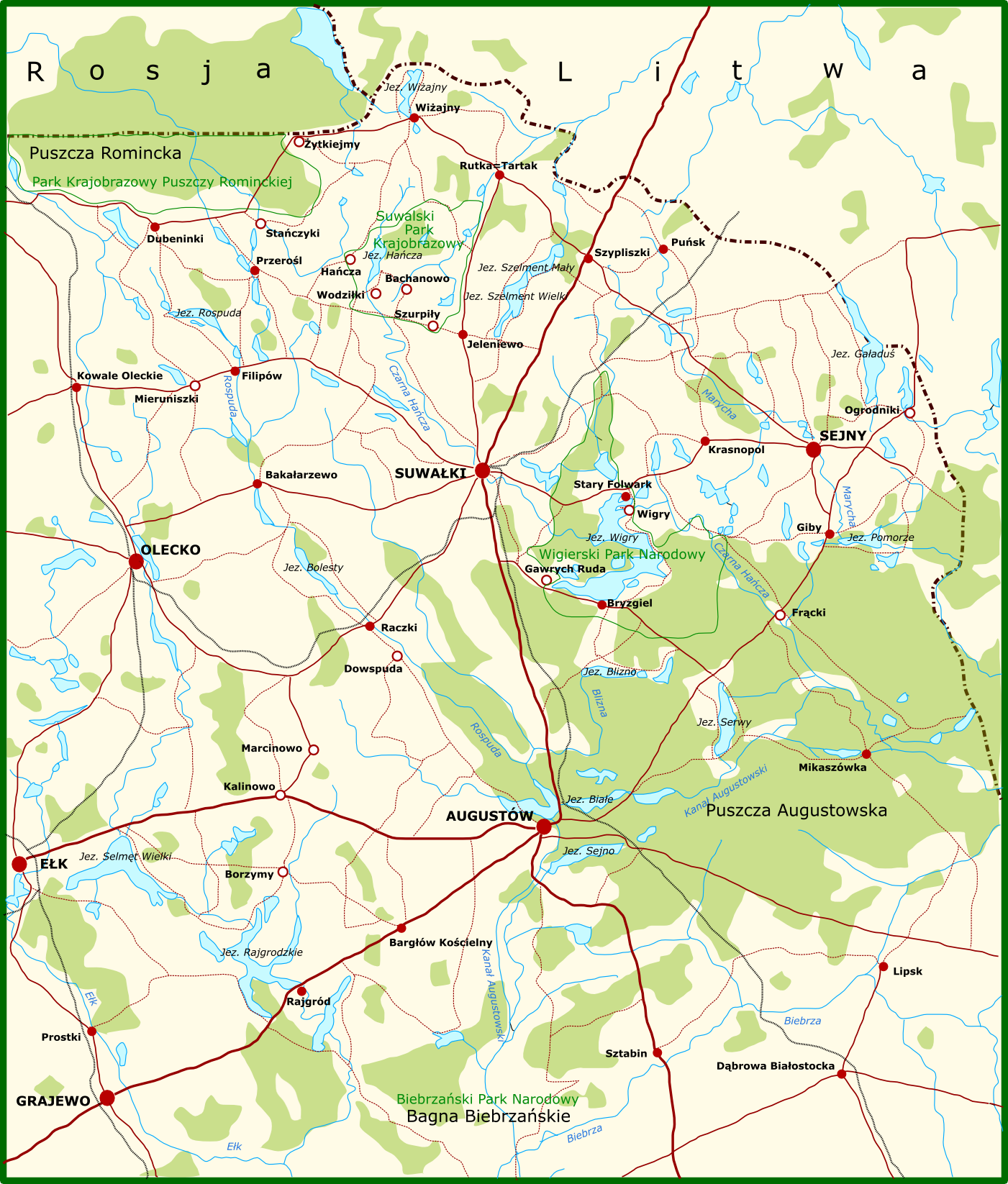
Augustów na tle Suwalszczyzny

Według podziału fizycznogeograficznego miasto jest położone w zachodniej części Równiny Augustowskiej, wchodzącej w skład Pojezierza Litewskiego, nad rzeką Nettą, pomiędzy 7 jeziorami Necko, Białym, Rospuda Augustowska, Sajenek, Sajenko, Studzieniczne i Sajno. Obok miasta przepływa najkrótsza rzeka Polski – Klonownica (wpisana do księgi Guinnessa). Augustów od wschodu, południa i północy otoczony jest Puszczą Augustowską, której większość (ponad 114 tys. ha) leży na terenie Polski.
Pod względem administracyjnym Augustów położony jest w centrum powiatu augustowskiego w północnej części woj. podlaskiego.
Augustów leży na obszarze, który we wczesnym średniowieczu stanowił część Jaćwieży. Po skolonizowaniu tego terenu przez osadników mazowieckich, litewskich i ruskich zachodnia, starsza część Augustowa na prawym brzegu Netty położona była najpierw w ziemi wiskiej, należącej do Mazowsza, a następnie w 1569 została włączona do ziemi bielskiej województwa podlaskiego Korony Królestwa Polskiego, w związku z czym leży na historycznym Podlasiu. Wschodni, lewobrzeżny fragment Augustowa leżał natomiast w powiecie grodzieńskim w województwie trockim Wielkiego Księstwa Litewskiego. Miasto jest położone na Suwalszczyźnie.
Miasto językowo leży na obszarze gwary suwalskiej, będącej częścią dialektu mazowieckiego. Znajduje się także na obszarze Euroregionu Niemen.

## Sąsiednie gminy
Augustów (gmina wiejska), Nowinka, Płaska

## Odległości
Odległość do granic państwowych w linii prostej wynosi w przybliżeniu: z Białorusią – 35 km, Litwą – 37 km, Rosją – 60 km.
Odległości drogowe do większych miast w Polsce i sąsiednich państwach:
- Suwałki – 33 km
- Ełk – 45 km
- Grodno (Białoruś) – 65 km
- Białystok – 89 km
- Łomża – 110 km
- Olsztyn – 196 km
- Wilno (Litwa) – 214 km
- Królewiec (Rosja) – 231 km
- Warszawa – 254 km
- Gdańsk – 366 km

## Struktura powierzchni

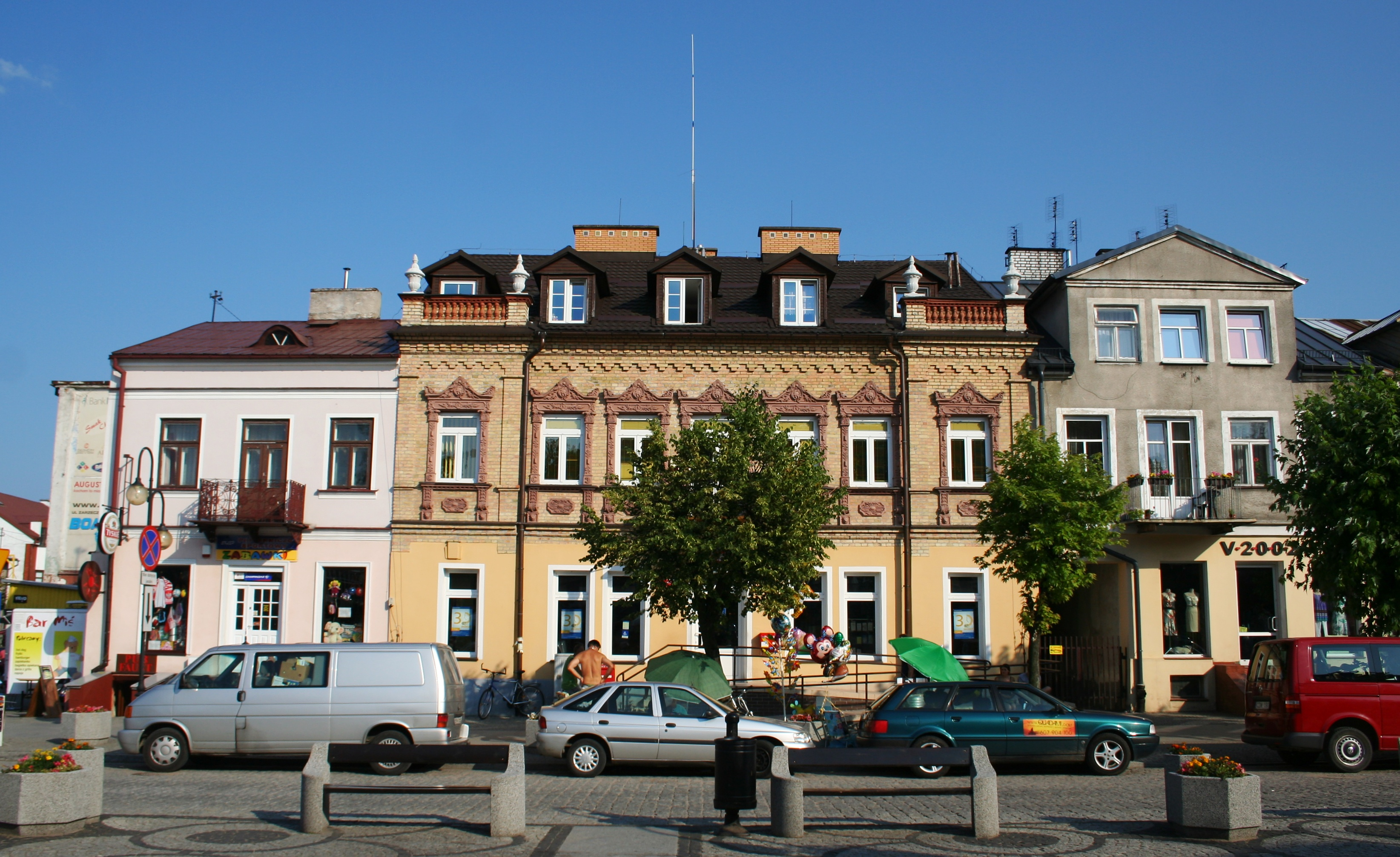
Rynek Zygmunta Augusta

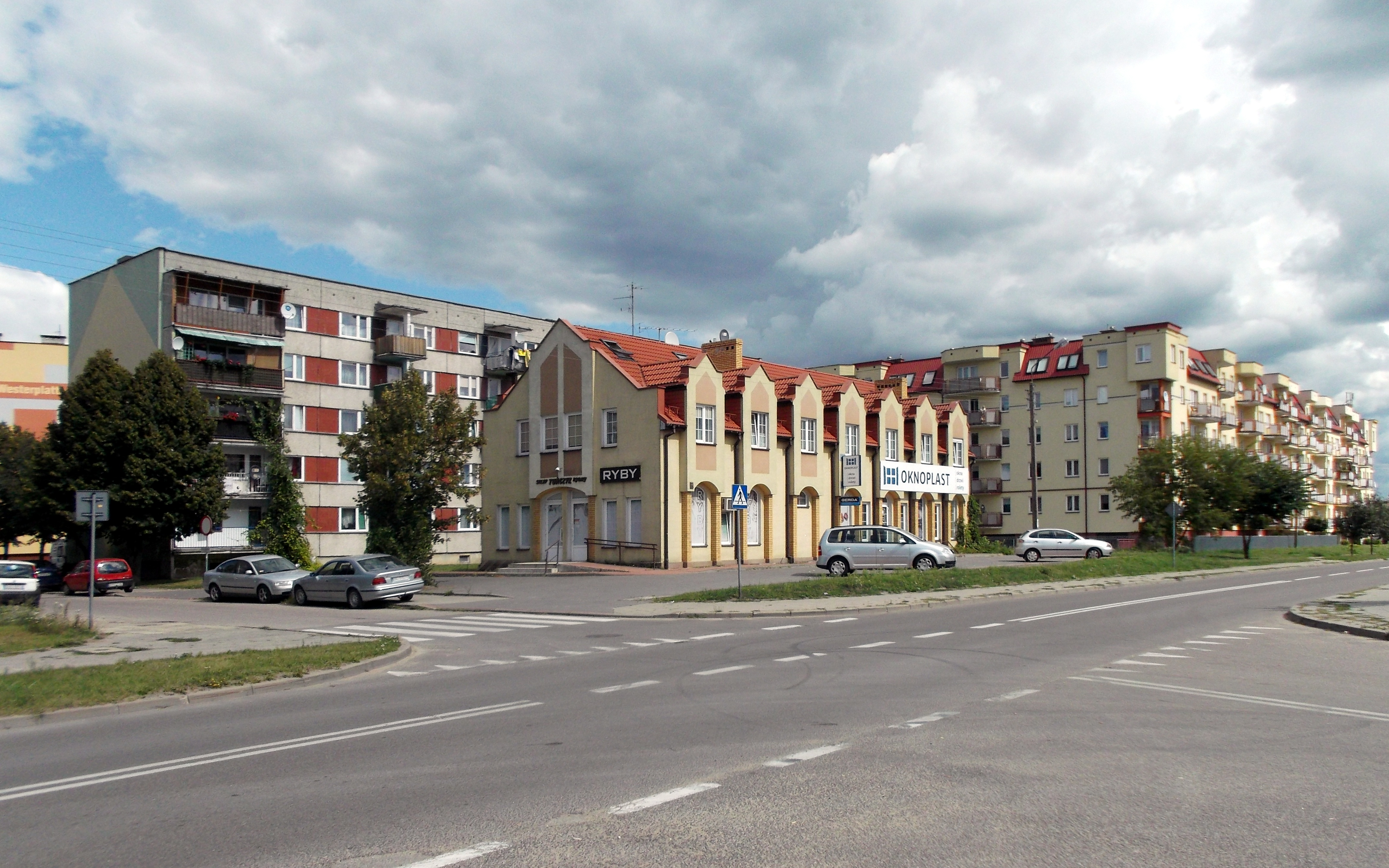
Osiedle Południe – ulica Obrońców Westerplatte

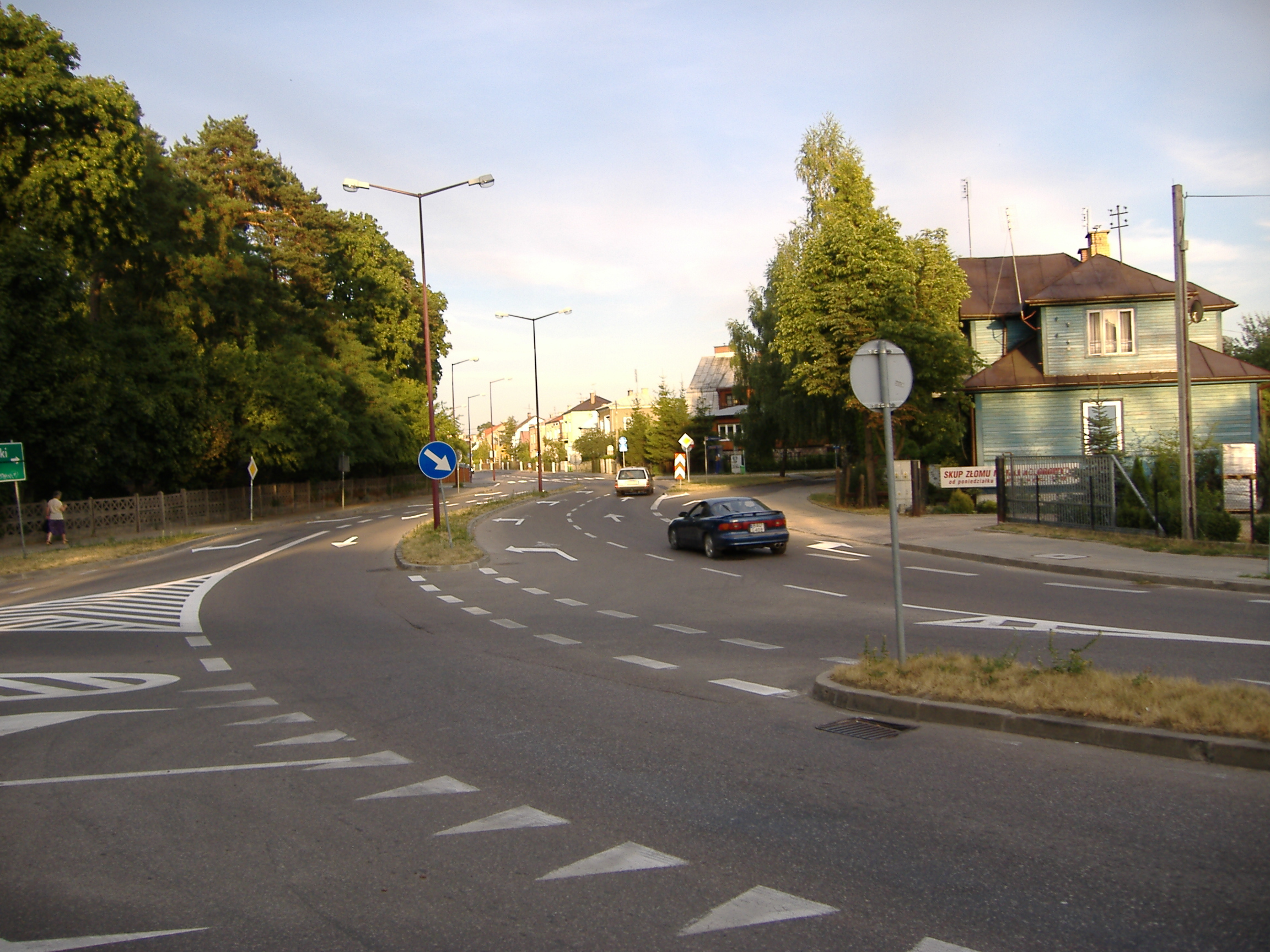
Ul. Partyzantów

Według danych z roku 2002 Augustów ma obszar 80,93 km², w tym:
- użytki rolne: 27%
- użytki leśne: 35%

Miasto stanowi 4,88% powierzchni powiatu. W 2010 Augustów zajmował pod względem powierzchni 47. miejsce w kraju i 2 w woj. podlaskim.
W 1973 do Augustowa przyłączono miejscowości: Przewięź, Sajenek, Studzieniczna, Swoboda i Wojciech oraz obszar lasów państwowych (fragment Puszczy Augustowskiej) o powierzchni 1674 ha wraz z jeziorami: Białe Augustowskie, Rospuda Augustowska, Sajenek, Sajenko, Sajno i Studzieniczne. W związku z tym zwarta zabudowa miejska zajmuje tylko niewielką część w centrum obszaru administracyjnego miasta, zaś większość powierzchni miasta stanowią lasy i jeziora.

## Osiedla, ulice
Od września 2015 Augustów podzielony jest na trzy duże osiedla, mające prawny status jednostki pomocniczej miasta: Osiedle Wschód, Osiedle Zachód i Osiedle Uzdrowisko.
Według rejestru TERYT w Augustowie w 2014 istniało 313 ulic oraz 12 integralnych części miasta: Borki, Klonownica, Kolonia Augustowska, Lipowiec, Przewięź, Sajenek, Studzieniczna, Swoboda, Wojciech, Wójtowskie Włóki, Wypusty, Zarzecze.
Zwyczajowo oraz w dokumentach Urzędu Miejskiego wydzielane są też dzielnice i osiedla: Bema (Koszary), Glinki, Konopnickiej, Limanowskiego (Baraki), Norwida, Ogrody, Południe, Prądzyńskiego (Śródmieście), Przylesie, Rynek Zygmunta Augusta, Silikaty, Ślepsk, Wojska Polskiego.

## Ochrona przyrody

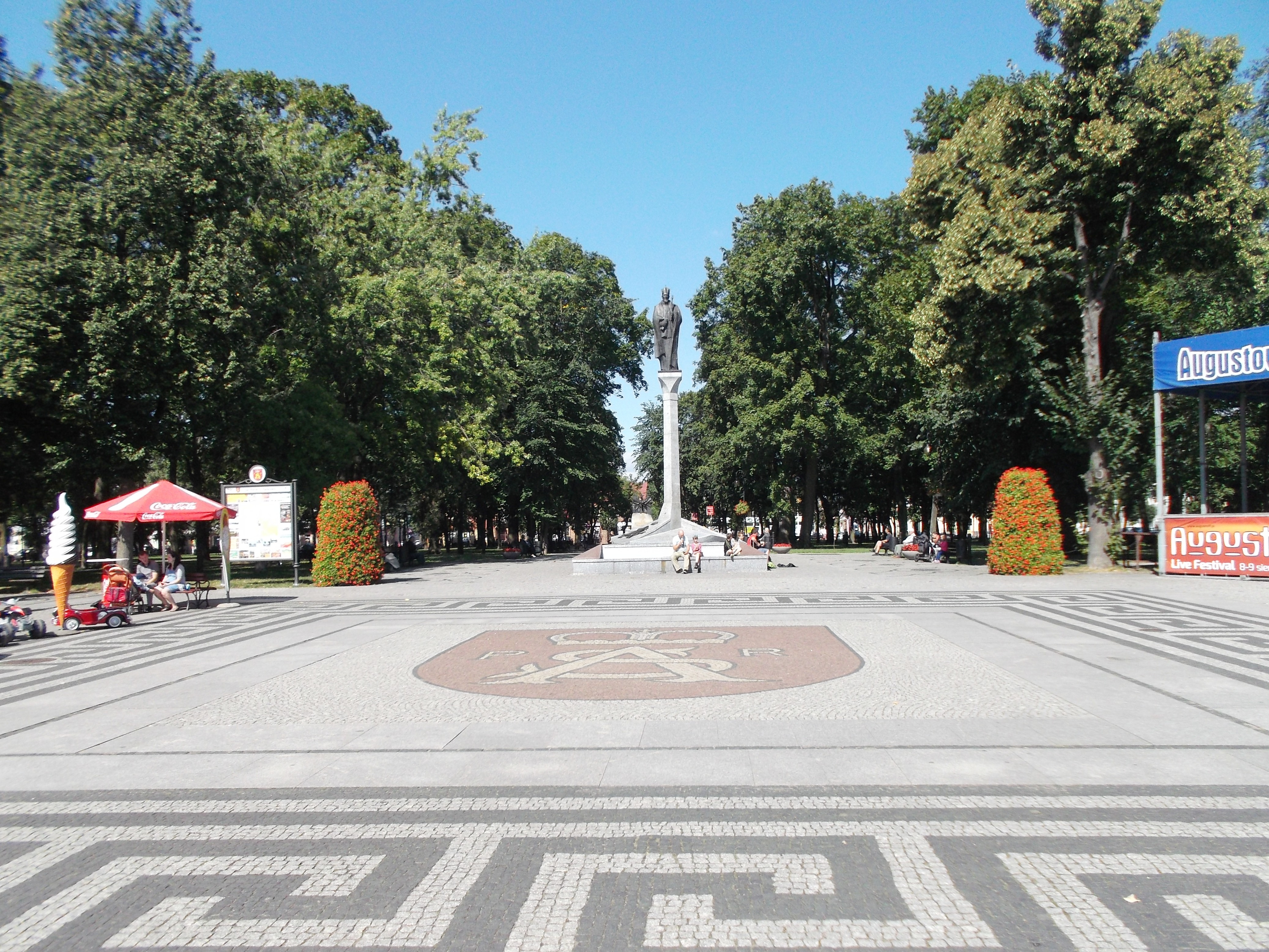
Park Miejski i pomnik Zygmunta II Augusta w Augustowie

Augustów leży na terenie Zielonych Płuc Polski. W granicach Augustowa znajduje się w całości florystyczny rezerwat przyrody Brzozowy Grąd (na wyspie Jeziora Studzienicznego) oraz część rezerwatu przyrody Stara Ruda (przy wschodniej granicy miasta z gminą Płaska). Augustów leży też na Obszarze Chronionego Krajobrazu „Puszcza i Jeziora Augustowskie”.

## Demografia
Według danych z 31 grudnia 2017 miasto liczyło 30 270 mieszkańców.
| Opis                              | Ogółem | Ogółem | Kobiety | Kobiety | Mężczyźni | Mężczyźni |
| --------------------------------- | ------ | ------ | ------- | ------- | --------- | --------- |
| Jednostka                         | osób   | %      | osób    | %       | osób      | %         |
| Populacja                         | 30 270 | 100    | 15 971  | 52,76   | 14 299    | 47,24     |
| Gęstość zaludnienia [mieszk./km²] | 374,17 | 374,17 | 197,42  | 197,42  | 176,75    | 176,75    |

W 2010 miasto zajmowało pod względem liczby ludności 147. miejsce w kraju i 4 w woj. podlaskim.
Piramida wieku mieszkańców Augustowa w 2014 roku:
|  |

### Ludność Augustowa na przestrzeni wieków
Zmiany liczby ludności Augustowa od XVII w. do czasów współczesnych.
(*) – dane szacunkowe

## Historia

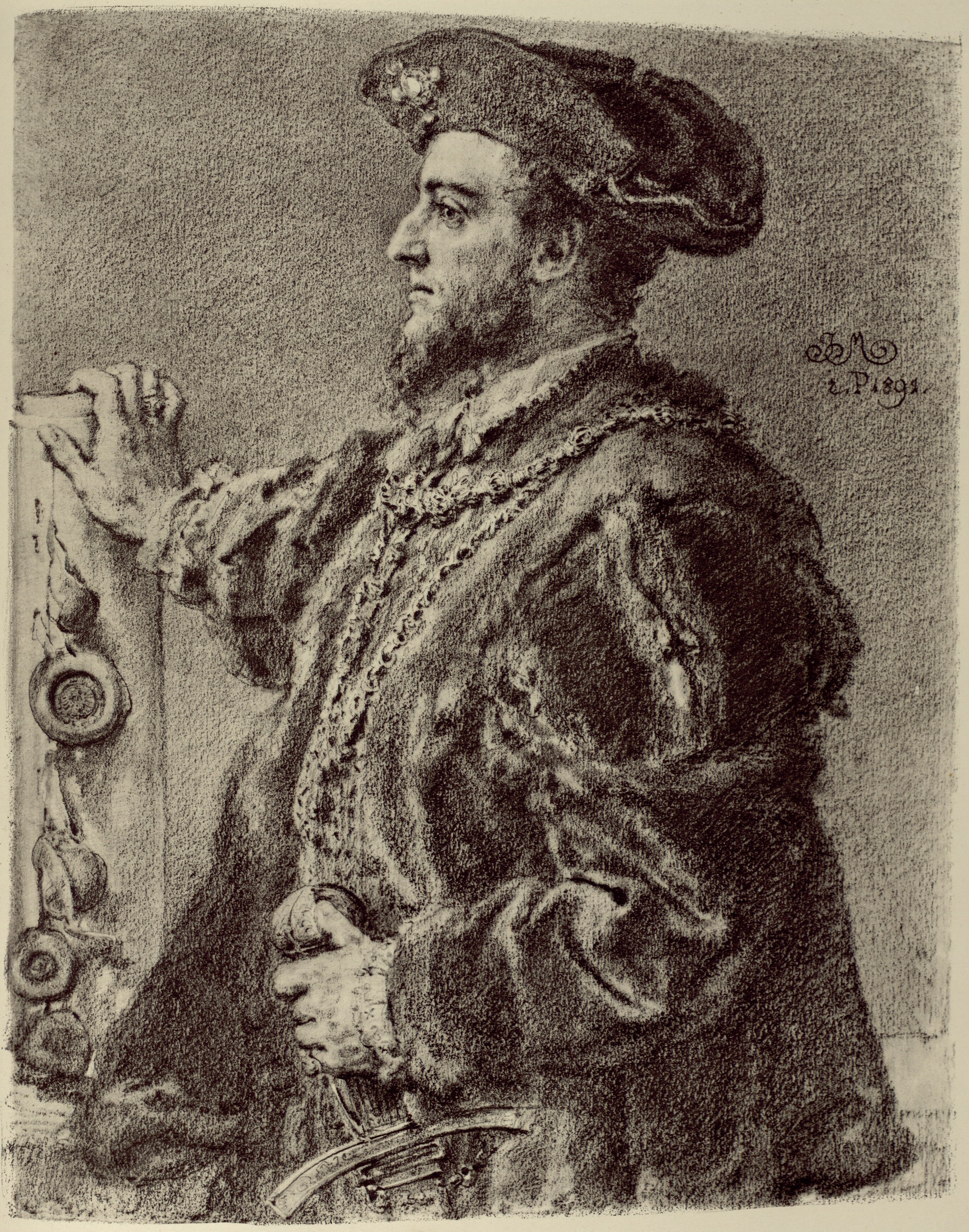
Zygmunt August – założyciel Augustowa

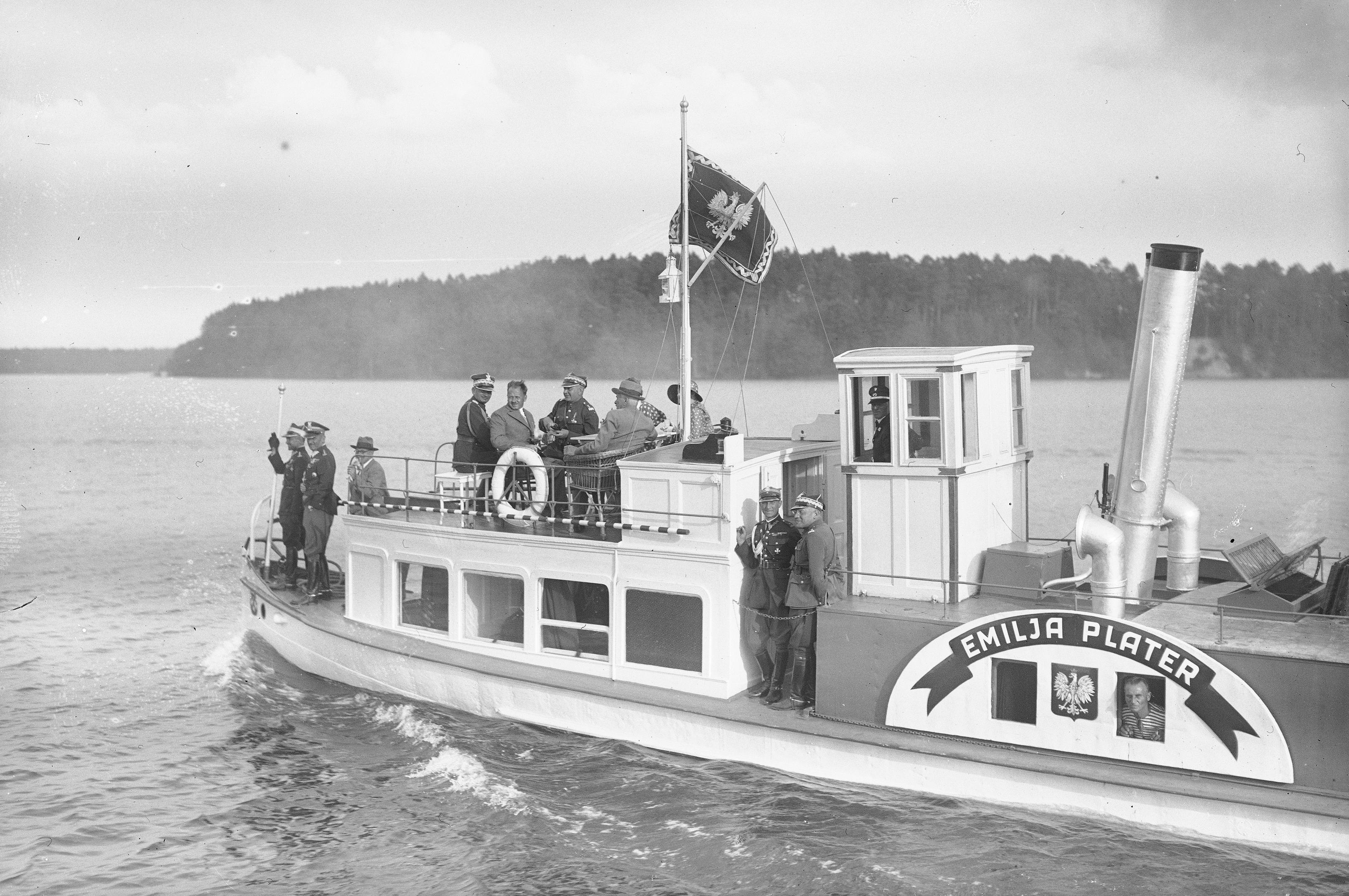
Prezydent Polski Ignacy Mościcki na rejsie w Augustowie w 1932

Do końca XIII wieku tereny dzisiejszego Augustowa należały do ziem zamieszkiwanych przez plemię Jaćwingów, pokonanych ostatecznie w 1283 roku przez zakon krzyżacki. Po upadku Jaćwieży ziemie te wyludniły się i nie były zasiedlane do roku 1422, kiedy to pokój melneński ustalił przebieg granic na tym terenie i zaczęła się ponowna kolonizacja. Pod koniec XIV wieku nad rzeką Nettą istniał niewielki zamek krzyżacki Metenburg, doszczętnie zniszczony przez wielkiego księcia Witolda w 1392 roku, jednak nie jest pewne, czy był zlokalizowany w obrębie współczesnego miasta.
Według legendy Augustów zawdzięcza swoje powstanie pierwszej schadzce Zygmunta Augusta i Barbary Radziwiłłówny, dla upamiętnienia której król założył w jej miejscu miasto. W istocie pierwsza pisana wzmianka o osadzie nad Nettą pochodzi z 1496 roku i dotyczy komory pobierającej cło u przeprawy rzecznej. W 1526 roku powstała tu karczma wystawiona przez Jana Radziwiłła na skrzyżowaniu szlaków handlowych z Litwy i Białorusi do Prus, Warszawy i Krakowa.
Do wytyczania osady na północnym brzegu Netty skierowano w 1550 roku starostę knyszyńskiego Piotra Chwalczewskiego oraz architekta i inżyniera Joba Preytfusa.
Augustów prawa miejskie magdeburskie otrzymał dopiero 17 maja 1557 roku od króla Zygmunta Augusta.
Do roku 1569 Augustów należał terytorialne do Wielkiego Księstwa Litewskiego. W 1570 roku powstało starostwo augustowskie jako „separatum” ze starostwa knyszyńskiego.
Po kilku latach prężnego rozwoju nastąpiła seria działań wojennych, doprowadzająca miasto do ruiny. Podczas potopu szwedzkiego miasto spalili zbuntowani Tatarzy z wojsk Jana Kazimierza, którzy byli niezadowoleni z podziału łupów z bitwy pod Prostkami (1656). W czasie trzeciej wojny północnej (1700–1721) w Augustowie stacjonowały w różnym czasie wojska polskie, szwedzkie, rosyjskie, saskie i brandenburskie. Wojska, oprócz zniszczeń, przyniosły zarazę (1710), która zdziesiątkowała miejscową ludność.
W 1795 roku miasto zajęli Prusacy, a w latach 1807 i 1812 wojska napoleońskie. Lekką poprawę rozwoju przyniósł XIX wiek. Po Kongresie wiedeńskim w roku 1815 Augustów znalazł się w granicach Królestwa Polskiego (Kongresowego). Został stolicą nowo utworzonego województwa augustowskiego, a od 1837 roku guberni augustowskiej. Urzędy tymczasowo umieszczono w Suwałkach z braku odpowiednich budynków. Projekty rozbudowy Augustowa w stylu klasycystycznym opracował Henryk Marconi. W roku 1825 pod kierunkiem Ignacego Prądzyńskiego rozpoczęto budowę Kanału Augustowskiego.
Rozwój Augustowa został przerwany przez wybuch powstania listopadowego. W okolicach Augustowa toczyły się walki, zaś miasto przechodziło z rąk do rąk. Po powstaniu nie zrealizowano planów rozbudowy miasta. Kanał Augustowski ukończono w 1839 roku, jednak nie zyskał on planowanego znaczenia gospodarczego. Również w czasie powstania styczniowego w okolicach Augustowa toczyły się walki, podczas których szczególnie zasłynął oddział pod dowództwem Józefa „Wawra” Ramotowskiego.
W roku 1899, w związku z budową koszar carskich, Augustów uzyskał połączenia kolejowe. W XIX wieku w regionie kwitł przemyt, spowodowany bliskim położeniem miasta z granicą Prus i Rosji.
Zniszczenia przyniosły miastu I i II wojna światowa. W końcu września 1939 okupacyjne władze sowieckie zniszczyły pomnik Piłsudskiego, a na jego miejsce postawiły obelisk ku czci Stalina; zbudowały też w mieście pomnik Lenina.
22 czerwca 1941, po bitwie pod Augustowem, miasto zostało zajęte przez Niemców. W latach 1941–1944 Augustów znajdował się w granicach Bezirk Bialystok. W sierpniu 1941 Niemcy utworzyli w Augustowie getto dla ludności żydowskiej. Zostało ono zlikwidowane 2 listopada 1942.
Okupację niemiecką Augustowa zakończyło 24 października 1944 roku zajęcie miejscowości przez wojska 50 Armii i 3 Gwardyjskiego Korpusu Kawalerii 2 Frontu Białoruskiego Armii Czerwonej.
W lipcu 1945 roku Armia Czerwona, NKWD i Smiersz wspólnie z oddziałami MBP przeprowadziły tzw. obławę augustowską w celu wyłapania żołnierzy podziemia niepodległościowego. Sowieci utworzyli w okolicy sieć obozów filtracyjnych, gdzie przetrzymywali Polaków pod gołym niebem, skrępowanych drutem kolczastym w dołach zalanych wodą.
Na przełomie lat 60. i 70. XX w. na terenie Augustowa doszło do serii morderstw na tle rabunkowym.
Od połowy lat dwudziestych XX wieku Augustów stał się popularnym letniskiem. Od 1993 roku miasto posiada status uzdrowiska (bogate złoża borowiny, w okolicy źródła wód mineralnych).

## Architektura

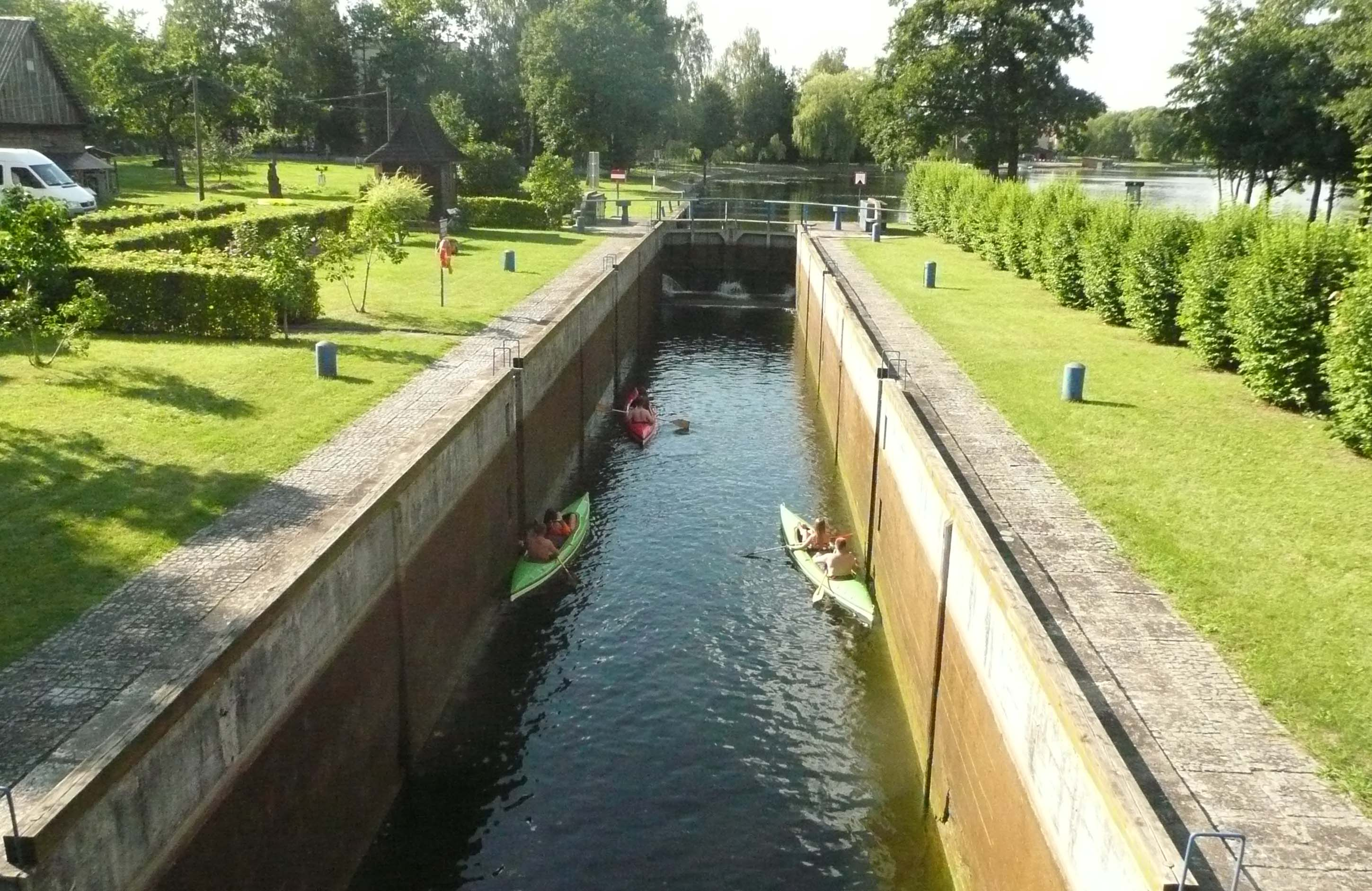
Śluzowanie kajaków na kanale Augustowskim (1824–1839)

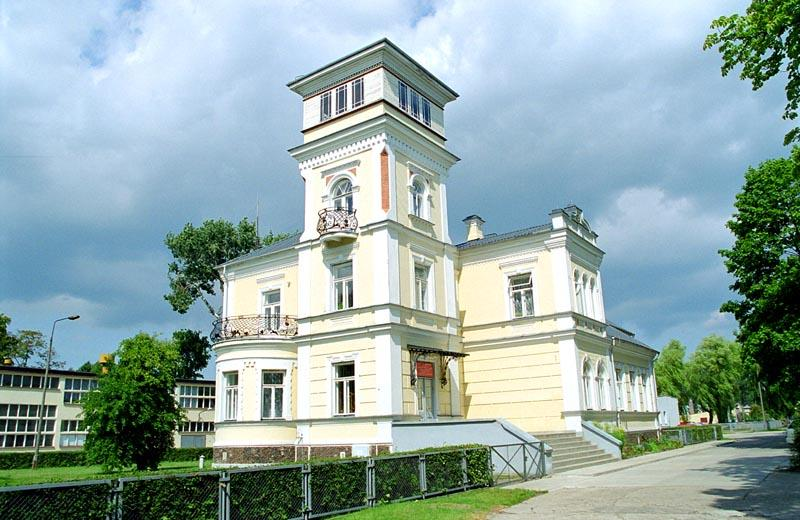
Budynek Zarządu Wodnego

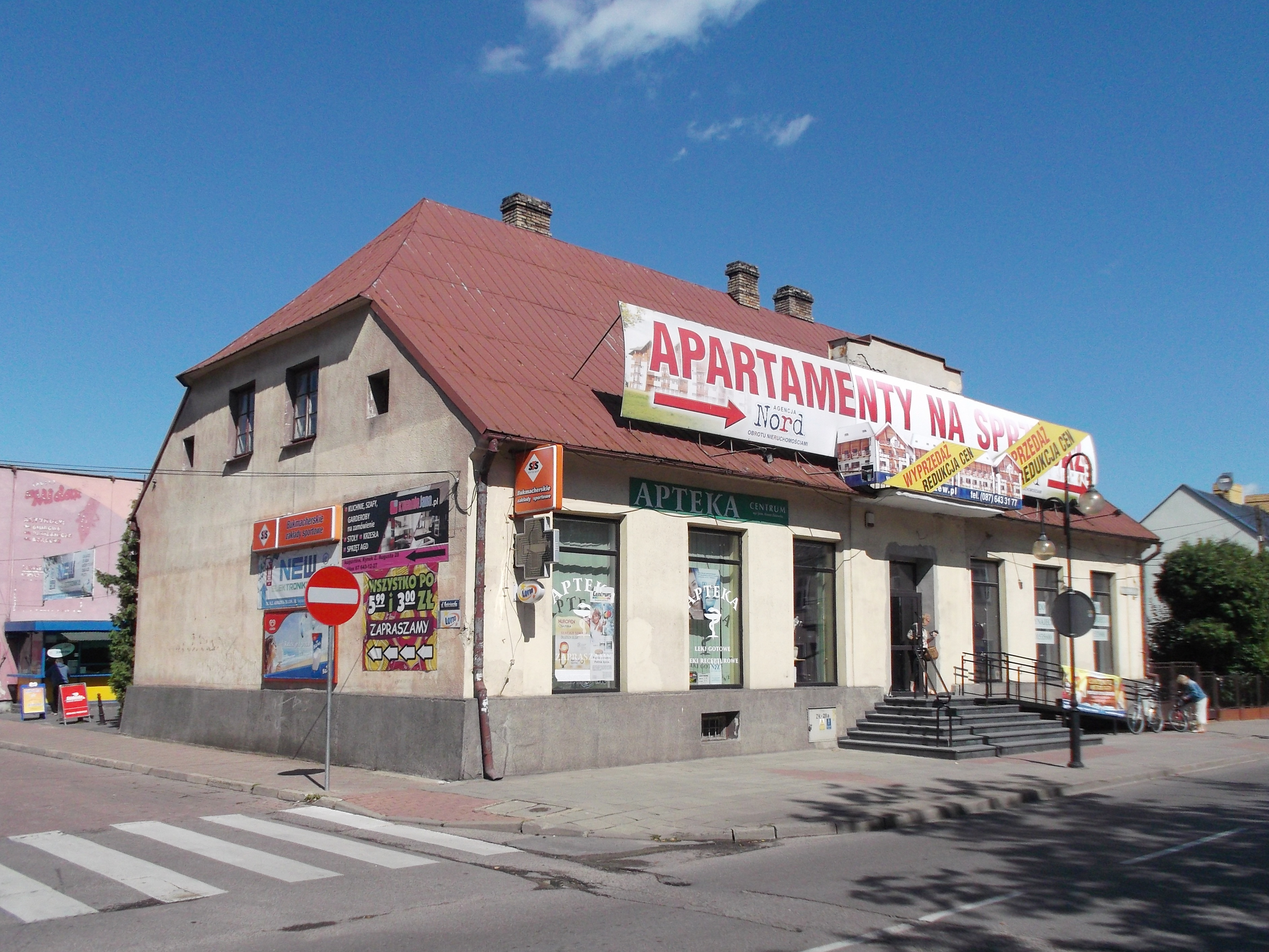
Rynek Zygmunta Augusta 28 – jeden z najstarszych budynków w mieście (1800–1801)

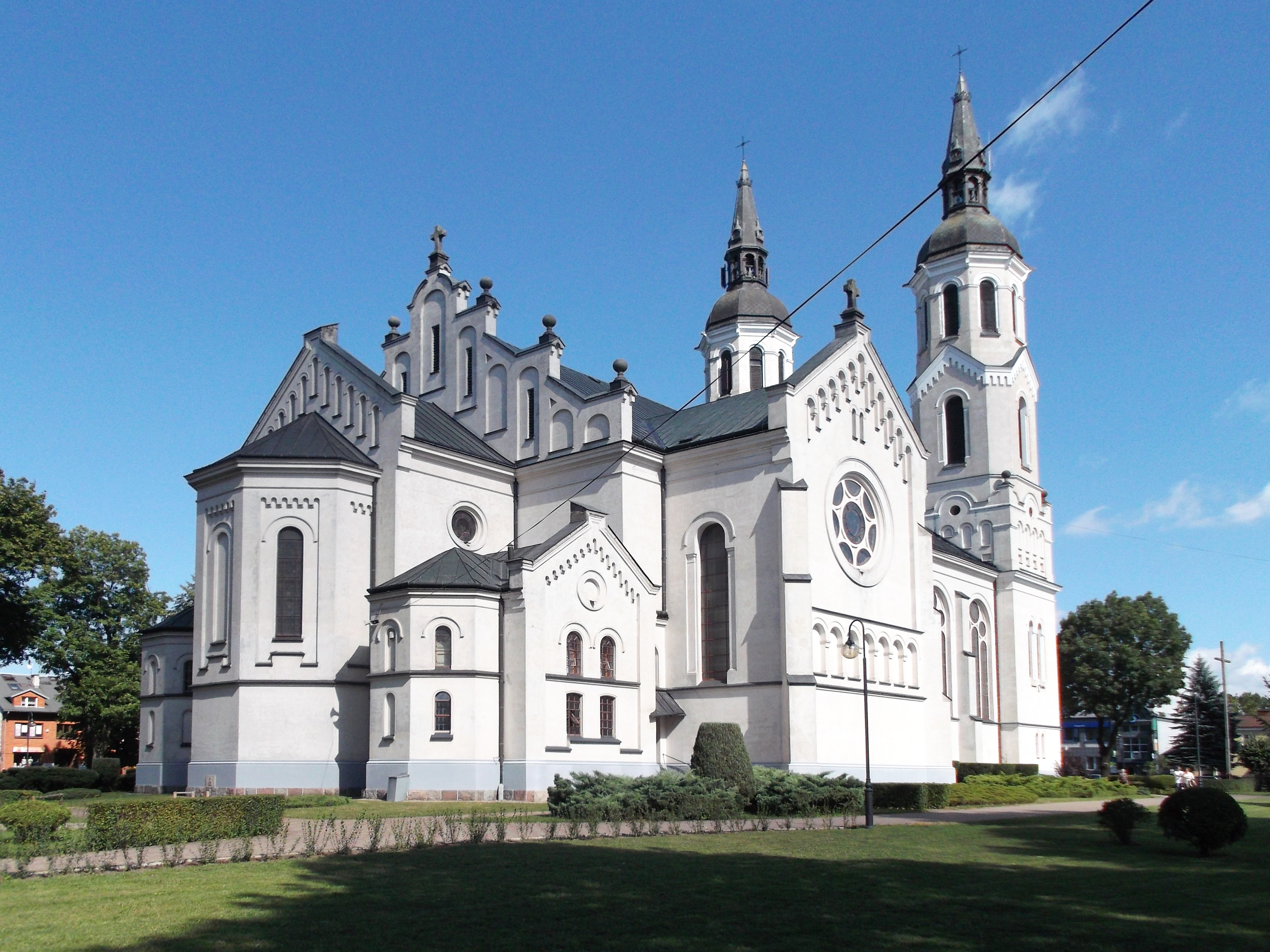
Bazylika Najświętszego Serca Pana Jezusa

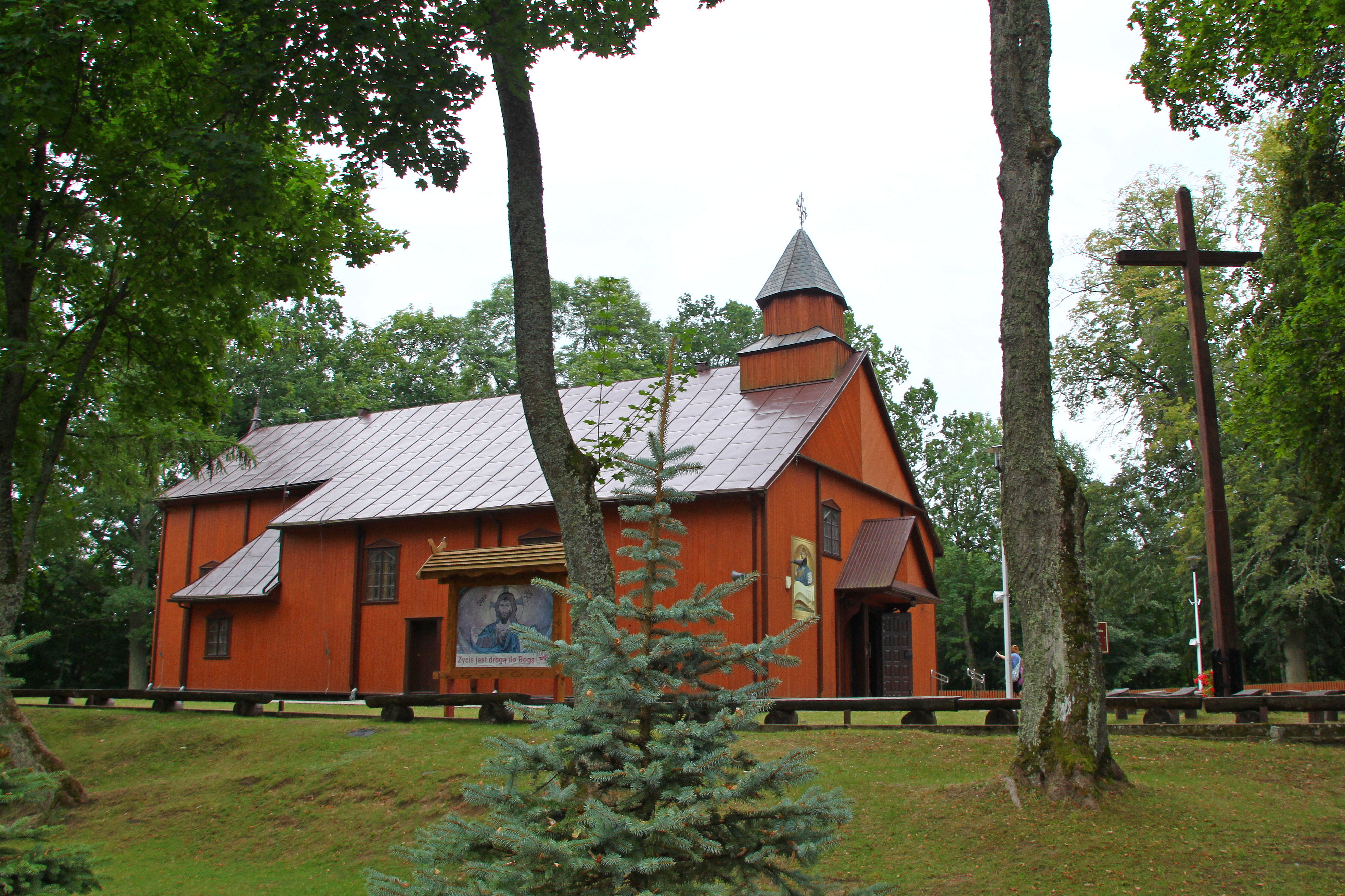
Kościół w Studzienicznej

### Zabytki
Obiekty z terenu Augustowa wpisane do rejestru zabytków:
- Kanał Augustowski (1824–1839) – najważniejszy zabytek regionu, w 2007 uznany za pomnik historii, oryginalne są śluzy Przewięź i Swoboda (obie z lat 1826–1827), położone przy administracyjnych granicach miasta, śluza Augustów powstała w latach 1947–1948 obok pierwotnego obiektu.
- Układ urbanistyczny centrum miasta z XVI–XIX w. (częściowo).
- Stara Poczta (1829) – ul. Wybickiego 1, klasycystyczny kompleks dawnej poczty projektu Henryka Marconiego, obecnie szkoła muzyczna.
- Budynek Zarządu Portu (1829) – ul. 29 Listopada 5a (nazywanym błędnie dworkiem Prądzyńskiego), mieści się w nim Dział Historii Kanału Augustowskiego, wchodzący w skład Muzeum Ziemi Augustowskiej.
- Budynek Zarządu Wodnego (1903) – ul. 29 Listopada 5.
- Oficerski Yacht Club (1935) – al. Kardynała Wyszyńskiego 1, modernistyczny obiekt hotelowy nad Jeziorem Białym Augustowskim (w tym Biały Domek).
- Dom Turysty (1939) – ul. Sportowa 1, modernistyczny hotel na Białej Górze nad jeziorem Necko, zaprojektowany przez Macieja Nowickiego, współtwórcę gmachu ONZ w Nowym Jorku, obecnie Zajazd Turystyczny Hetman.
- Park miejski na Rynku Zygmunta Augusta.
- Kamienica przy Rynku Zygmunta Augusta 28 (1800–1801) – jeden z najstarszych w pełni zachowanych budynków w Augustowie (w grudniu 1812 roku nocował w niej Napoleon Bonaparte).
- Kilkanaście kamienic z przełomu XIX i XX w. przy Rynku Zygmunta Augusta, ul. 3 maja i ul. Wojska Polskiego (m.in. Dom Turka, Halickiego, Rynek Zygmunta Augusta 8).
- Dworzec kolejowy na stacji Augustów (1897) w dzielnicy Lipowiec.
- Bazylika Najświętszego Serca Pana Jezusa (1906–1911) – ul. 3 Maja, kościół w stylu eklektycznym.
- Kościół MB Częstochowskiej (koniec XIX w.) – ul. Kardynała Wyszyńskiego 2A, zbudowany jako cerkiew garnizonowa.
- Cmentarz parafialny w Augustowie (pocz. XIX w.) – ul. Zarzecze, najstarszy nagrobek pochodzi z 1839, na cmentarzu jest też kilka żeliwnych nagrobków z poł. XIX w., odlanych w Hucie Sztabińskiej.
- Kaplica Grobowa Truszkowskich (1832) – drewniana, położona na cmentarzu parafialnym.
- Cmentarz żołnierzy radzieckich z II wojny światowej – ul. Zarzecze, obok cmentarza parafialnego.
- Zespół sakralny w Studzienicznej w sanktuarium Matki Bożej Studzieniczańskiej – w skład zespołu wchodzi m.in.:
  - drewniany kościół MB Szkaplerznej (1847)
  - murowana neorenesansowa kaplica Najświętszej Marii Panny (1872)
  - Cmentarz parafialny w Studzienicznej (XIX w.)

We wsi Jaminy (gm. Sztabin) znajduje się drewniany kościół z 1780, który do roku 1845 stał w Augustowie w miejscu obecnej Bazyliki Najświętszego Serca Pana Jezusa.

### Obiekty historyczne

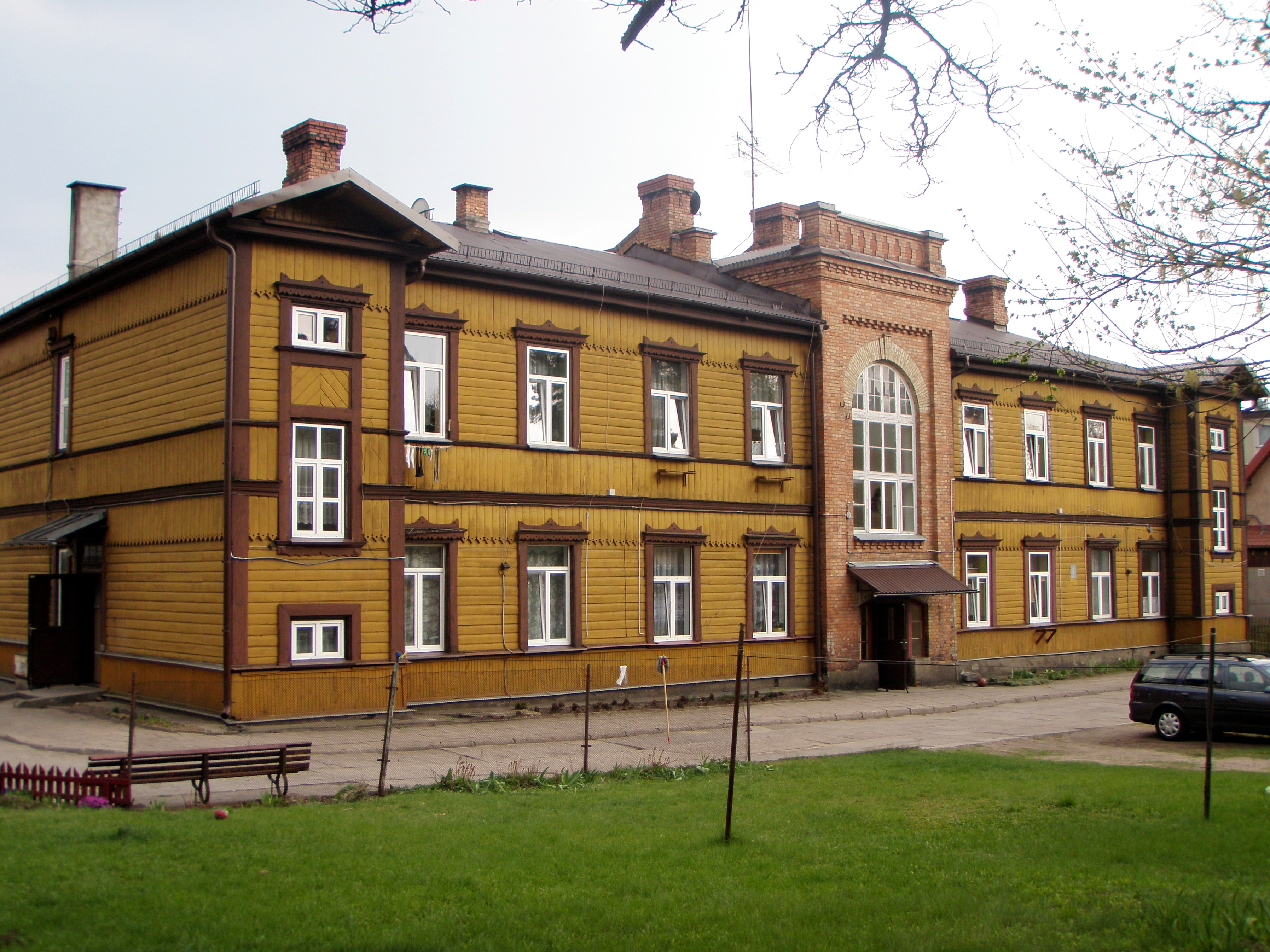
Budynek w dawnych koszarach

Obiekty o wartości historycznej z terenu Augustowa, które nie znajdują się w rejestrze zabytków:
- Koszary (lata 90. XIX w.) – dawne obiekty wojskowe na os. Bema, w dwudziestoleciu międzywojennym zajmowane przez 1 Pułk Ułanów Krechowieckich, po II wojnie światowej przeznaczone na cele mieszkaniowe, edukacyjne i przemysłowe. Zachowały się oryginalne drewniane i murowane budynki.
- Budynek II Liceum Ogólnokształcącego (1927) – al. Kardynała Wyszyńskiego, wybudowany na potrzeby seminarium nauczycielskiego, pierwszej szkoły średniej w Augustowie.
- Willa Jana Zasztowta (lata 20. XX w.) – nad jeziorem Necko, styl modernistyczny.
- Budynek Gimnazjum nr 1 (1931) – ul. Młyńska.
- Yacht Klub Polski (1934) – półwysep Dąbek nad Jeziorem Białym, drewniany pensjonat, nazywany też Willą Prezydenta (wypoczywał w nim prezydent Ignacy Mościcki).
- Zabudowania tartaku i domy pracowników – położone w dzielnicy Lipowiec, w tym drewniany Dom Drzewiarza w stylu zakopiańskim przy ul. Tartacznej (1937), mieszczący dawniej klub.
- Budynek Szkoły Podstawowej nr 4 (1938) – ul. Marii Konopnickiej, pierwotnie modernistyczny.
- Drewniane domy wybudowane w dwudziestoleciu międzywojennym z przeznaczeniem m.in. na wille i pensjonaty letniskowe, zwłaszcza w dzielnicy Zarzecze.
- Młyn na ul 29 listopada – obecnie częściowo spalony – najstarszy budynek w mieście (pierwotnie folusz, skład celny obok pierwotnej grobli na rzece Netcie), wstępnie datowany na XVI w.
- Żelbetonowo-ceglana kolejowa wieża ciśnień przy stacji kolejowej.

### Obiekty rozebrane lub zburzone

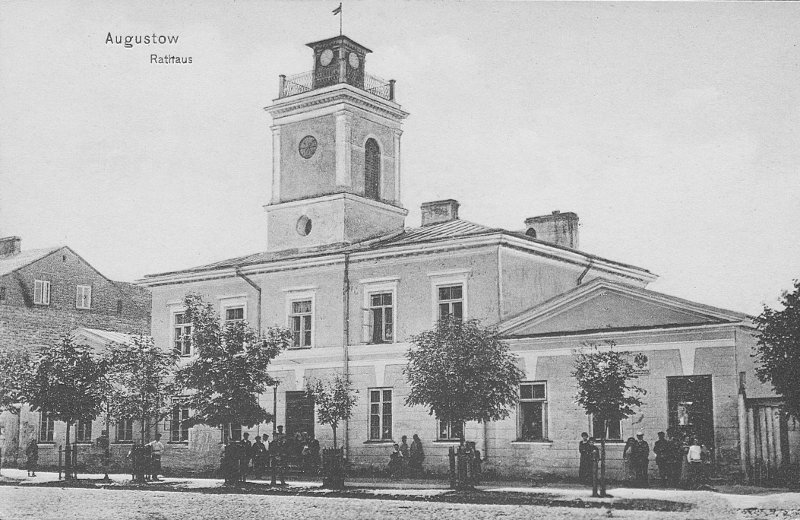
Ratusz w Augustowie przed 1914

Obiekty istniejące w Augustowie w przeszłości:
- Klasycystyczny ratusz (1847–1944, proj. H. Marconi)
- Kościół św. Bartłomieja (1845–1905)
- Cerkwie: Kazańskiej Ikony Matki Bożej (XVI–XX w.), Świętych Apostołów Piotra i Pawła (1884–1926)
- Synagogi: Wielka (1840 – II wojna św.), Jatke Kalniz (1925 – II wojna św.)
- Kościół ewangelicki (1841 – II wojna św.)
- Schronisko młodzieżowe nad Nettą (1933 – lata 90. XX w.)
- Pomniki: ku czci ocalenia Aleksandra III (1891 – I wojna św.), Piotra Bagrationa (1897 – I wojna św.)

### Cmentarze

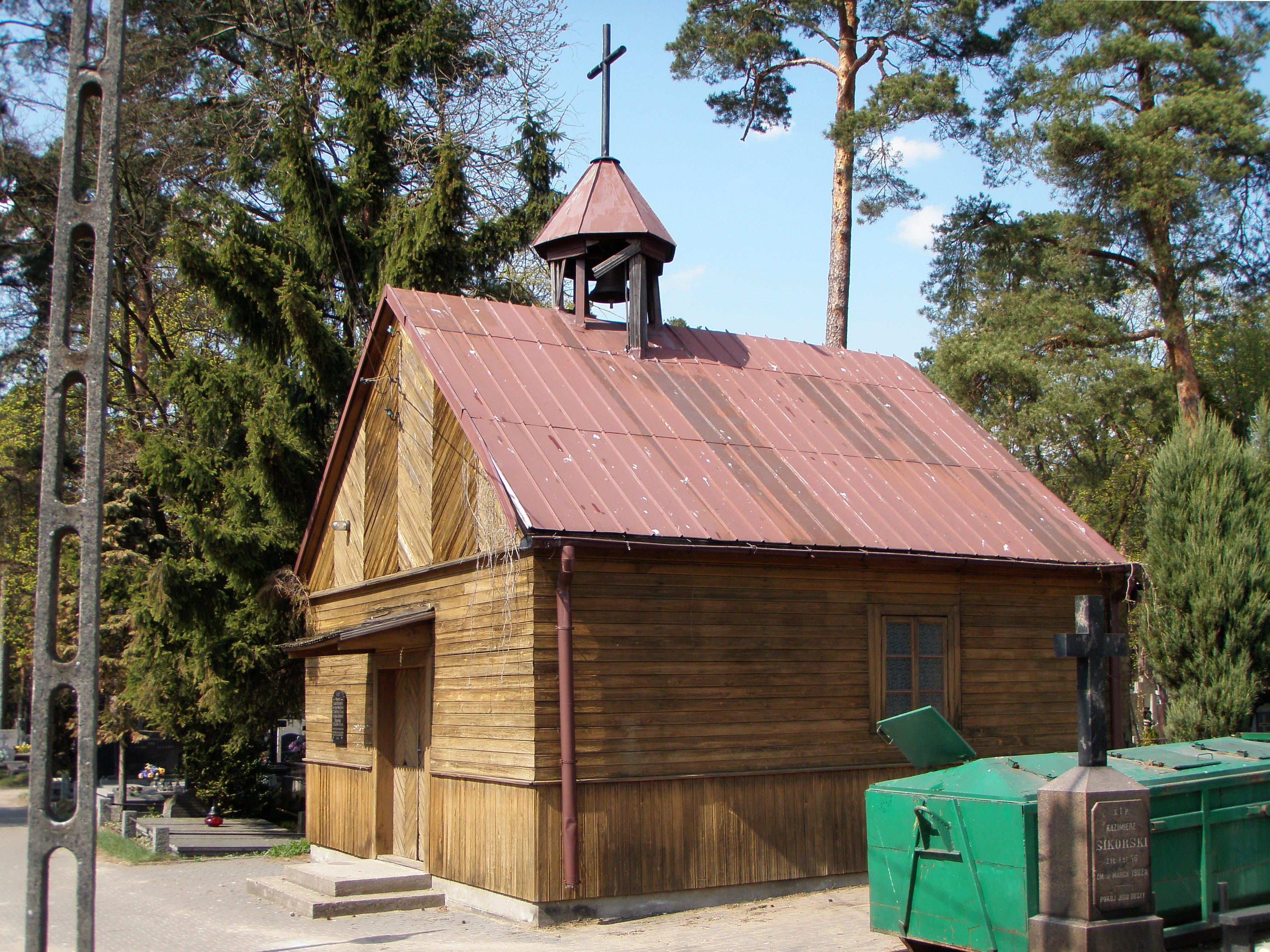
Kaplica Truszkowskich na cmentarzu parafialnym

- Cmentarz parafialny – ul. Zarzecze, główny cmentarz Augustowa, założony na pocz. XIX w., podlega parafii katolicką Najświętszego Serca Jezusowego, w południowej jego części położone są kwatery prawosławne, na cmentarzu znajduje się zabytkowa drewniana kaplica Truszkowskich, wpisany do rejestru zabytków.
- Cmentarz w Studzienicznej – cmentarz katolicki założony w 2 poł. XIX w., wpisany do rejestru zabytków.
- Cmentarz żołnierzy radzieckich – ul. Zarzecze, w płn.-zach. narożniku cmentarza parafialnego, pochowanych jest na nim 1509 żołnierzy radzieckich poległych w czasie II wojny światowej, wpisany do rejestru zabytków.
- Cmentarz żydowski – ul. Zarzecze, obok cmentarza parafialnego, zachowało się tylko kilka nagrobków, w 1981 ustawiono na nim pamiątkowy obelisk.
- Cmentarz ofiar terroru narodowości żydowskiej – ul. Waryńskiego, pochowanych jest na nim ok. 60 osób, na ogrodzonej działce znajduje się jedynie niewielki kamienny obelisk.
- Cmentarz wojenny w Sajenku – położony w lesie za Sajenkiem w pobliżu linii kolejowej nr 40, pochowanych jest na nim kilkudziesięciu żołnierzy niemieckich i rosyjskich poległych w czasie I wojny światowej.
- Cmentarz wojenny w Studzienicznej – położony w lesie między Sajenkiem a Studzieniczną, pochowanych jest na nim kilkudziesięciu żołnierzy niemieckich i rosyjskich poległych w czasie I wojny światowej.
- Stary cmentarz żydowski w Augustowie (nieistniejący).

Planowane jest założenie nowego cmentarza komunalnego. Pierwotnie jego lokalizację ustalono między ul. Rajgrodzką a szosą do Ełku. Jednak w czerwcu 2015r. przystąpiono do uchwalanie miejscowego planu dla lokalizacji w rejonie przecięcia rzeki Turówki z granicą administracyjną miasta (działka nr 79, części działek nr 74, 75, 80/1, 80/2 - obręb geodezyjny nr 1 gminy miejskiej Augustów) w sąsiedztwie części wsi Żarnowo Trzecie, Żarnowo Drugie i Biernatki.

## Gospodarka
W Augustowie działają stocznie jachtowe Balt Yacht oraz Ślepsk, należące do największych przedsiębiorstw tego typu w Polsce i eksportujące większość produkcji do Europy Zachodniej. Ponadto mniejsze stocznie, np. Texas, Mirage, producenci kajaków i łódek oraz dostawcy materiałów: Brunswick Marines, Demex i in.
W 1951 roku otworzono w mieście wytwórnię tytoniu przemysłowego (okolica słynie z uprawy machorki); obecnie zakład ten należy do koncernu British American Tobacco i wytwarzane są w nim m.in. papierosy Pall Mall, Kent, Lucky Strike, Vogue, Viceroy, Nevada.
Z innych wymienić należy producenta maszyn dla rolnictwa – POM oraz przedsiębiorstwo drogowe APB S.A./ BMTI. Ponadto w mieście rozwija się przemysł spożywczy: wytwórnia wód gazowanych (woda „Augustowianka”) i gospodarstwo rybackie, niewielki przemysł drzewny zlokalizowany na terenie miasta i okolic ze względu łatwy dostęp do surowca; tartaki oraz zakłady stolarskie, wielki tartak działający od 1916 r., fabryka obuwia oraz uruchomiona w 1972 roku cegielnia silikatowa upadły w latach 90. XX wieku. Do lutego 2013 roku funkcjonowała mleczarnia (Jogurt Augustowski). Zakład był częścią grajewskiego „Mlekpolu”. Produkcja została przeniesiona do zmodernizowanego zakładu w Sokółce.

### Handel

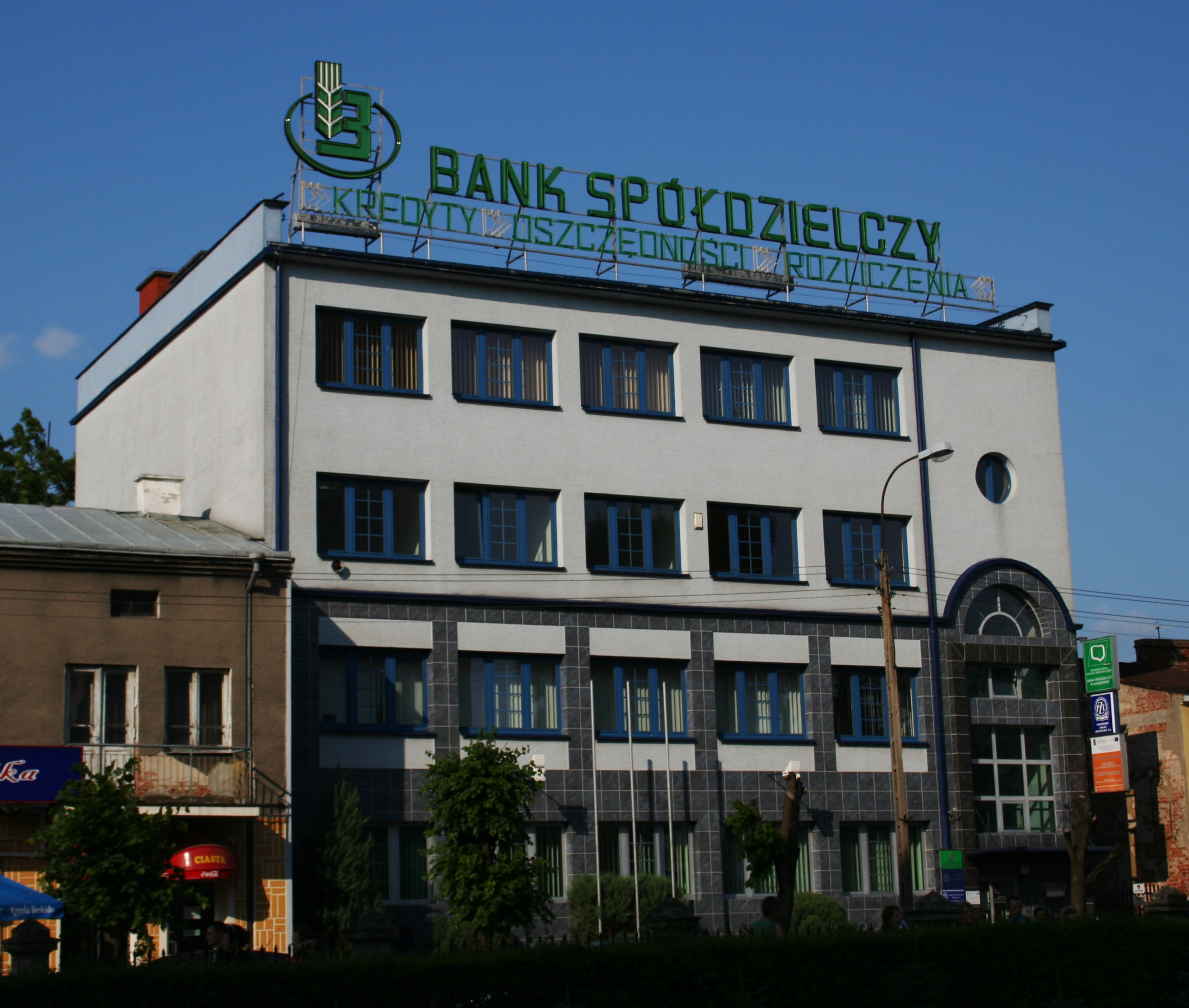
Budynek Banku Spółdzielczego

W mieście znajduje się wiele podmiotów gospodarczych o podłożu handlowym.Dominują głównie małe sklepy, choć w przeciągu kilku ostatnich lat powstało kilka marketów między innymi: Kaufland, Lidl, Biedronka (5), Polomarket.
W kwietniu 2009 została uruchomiona galeria handlowa Marjon. Pierwszy tego typu obiekt w północnej części woj. podlaskiego. Ma ona 4 tys. m². Galeria znajduje się przy ulicy Mazurskiej przy DK16 droga na Ełk/Olsztyn.

### Turystyka

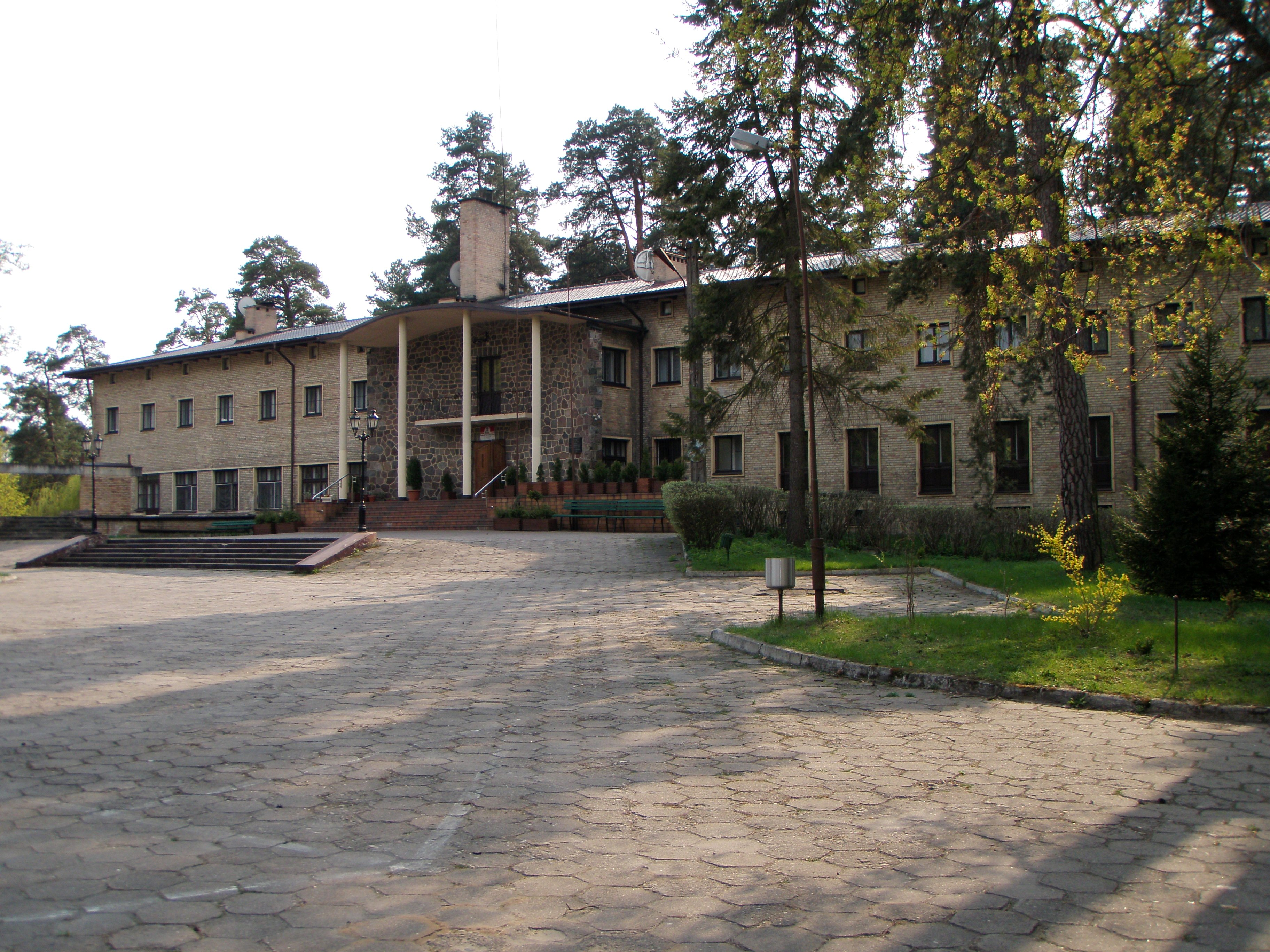
Dom Turysty

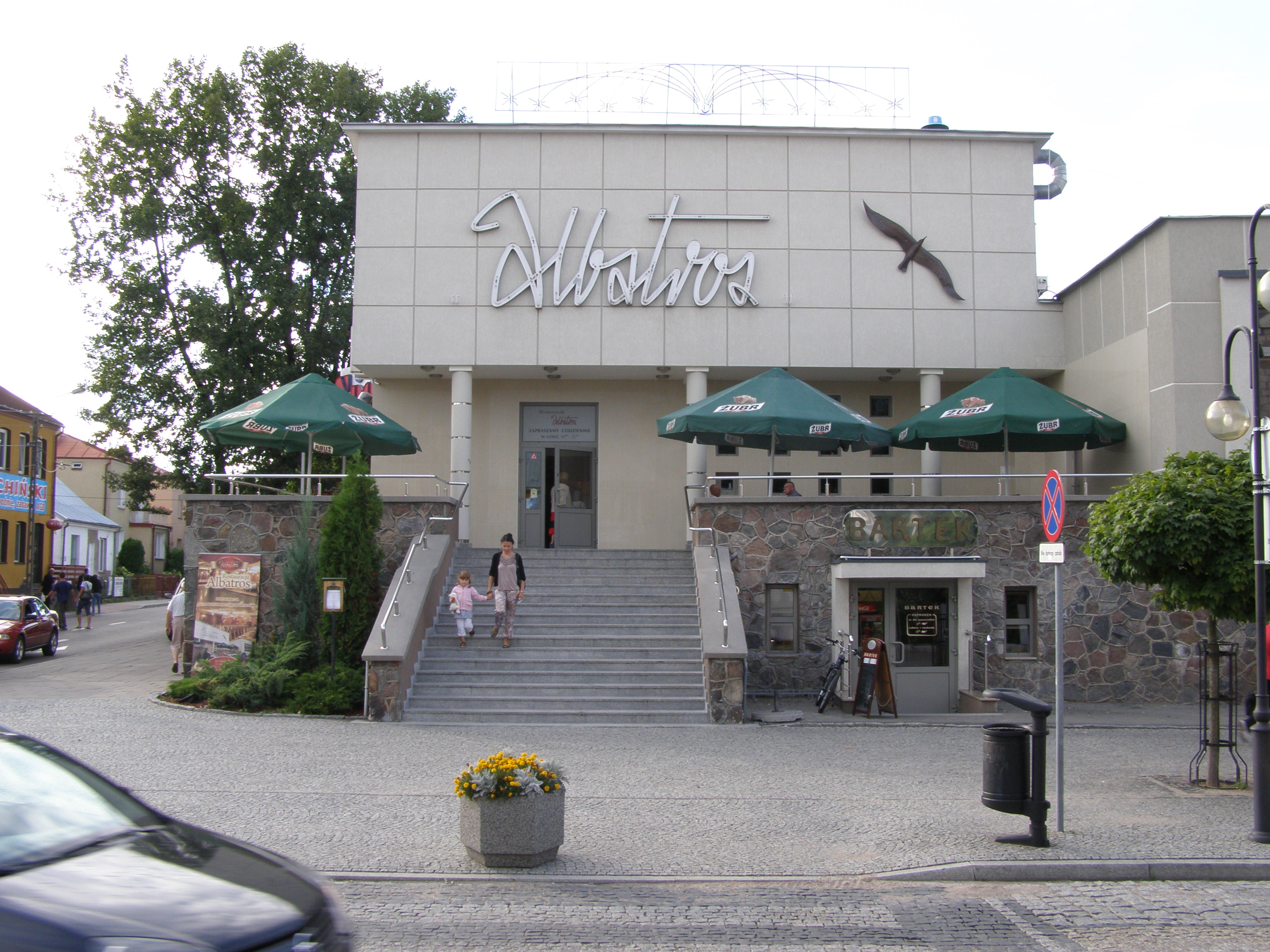
Restauracja Albatros uwieczniona przez Janusza Laskowskiego w piosence Siedem dziewcząt z Albatrosa

Augustów to najważniejszy ośrodek turystyczny i wypoczynkowy na obszarze Puszczy Augustowskiej (ze stanicą wodną); znane uzdrowisko klimatyczne. Walory turystyczne są związane głównie z położonymi w pobliżu jeziorami. Są tu liczne wypożyczalnie sprzętu wodnego, plaże, atrakcje turystyczne (m.in. tor do jazdy na nartach wodnych o długości 740 m, statki wycieczkowe itp.). Kanał Augustowski służy do sezonowej obsługi ruchu turystycznego. W trakcie VII apostolskiej pielgrzymki do Polski papież Jan Paweł II „Dzień odpoczynku” (środę 9 czerwca 1999 roku) spędził między innymi na pływaniu statkiem po jeziorach i Kanale Augustowskim. Co roku oferta turystyczna powiększa się. W sezonie letnim odbywa się tutaj wiele koncertów i imprez plenerowych. Corocznie pod koniec lipca w Augustowie odbywają się Mistrzostwa Polski w „Pływaniu na Byle Czym”.

#### Uzdrowisko
W Augustowie prowadzone jest leczenie uzdrowiskowe w następujących kierunkach: choroby ortopedyczno-urazowe, choroby reumatologiczne, choroby naczyń obwodowych, osteoporoza.
Na terenie uzdrowiska znajdują się udokumentowane torfy ze złoża „Kolnica” zaliczone do kopalin leczniczych podstawowych.

W Augustowie znajduje się sanatorium uzdrowiskowe i zakład przyrodoleczniczy. Uzdrowisko Augustów posiada park zdrojowy ze ścieżką ruchową o długości 1000 m.
W 1971 Augustów został uznany za miejscowość z częściowymi prawami uzdrowiska, zaś pełny status miejscowości uzdrowiskowej uzyskał w 1993. Od 1976 nad jeziorem Necko funkcjonuje Sanatorium Uzdrowiskowe „Augustów”, specjalizujące się w okładach borowinowych.

## Transport

### Transport drogowy
Miasto jest drogowym węzłem komunikacyjnym, a jego szczególne znaczenie wynika z połączenia z Litwą. Przez Augustów przebiegają drogi tranzytowe do przejść granicznych w Budzisku nr 8 i w Ogrodnikach nr 16.
Warszawę z Augustowem łączy droga krajowa nr 61 przez Pułtusk, Ostrołękę, Łomżę i Grajewo o długości 257 km.
Przez miasto przebiega droga wojewódzka nr 664 do planowanego przejścia granicznego Lipszczany-Sofijewo z Białorusią oraz droga wojewódzka nr 662 do Suwałk.
7 listopada 2014 otwarto obwodnicę Augustowa (DK8) i odcinek drogi ekspresowej S61 od węzła Raczki do węzła Lotnisko (Suwałki Południe)

### Transport kolejowy

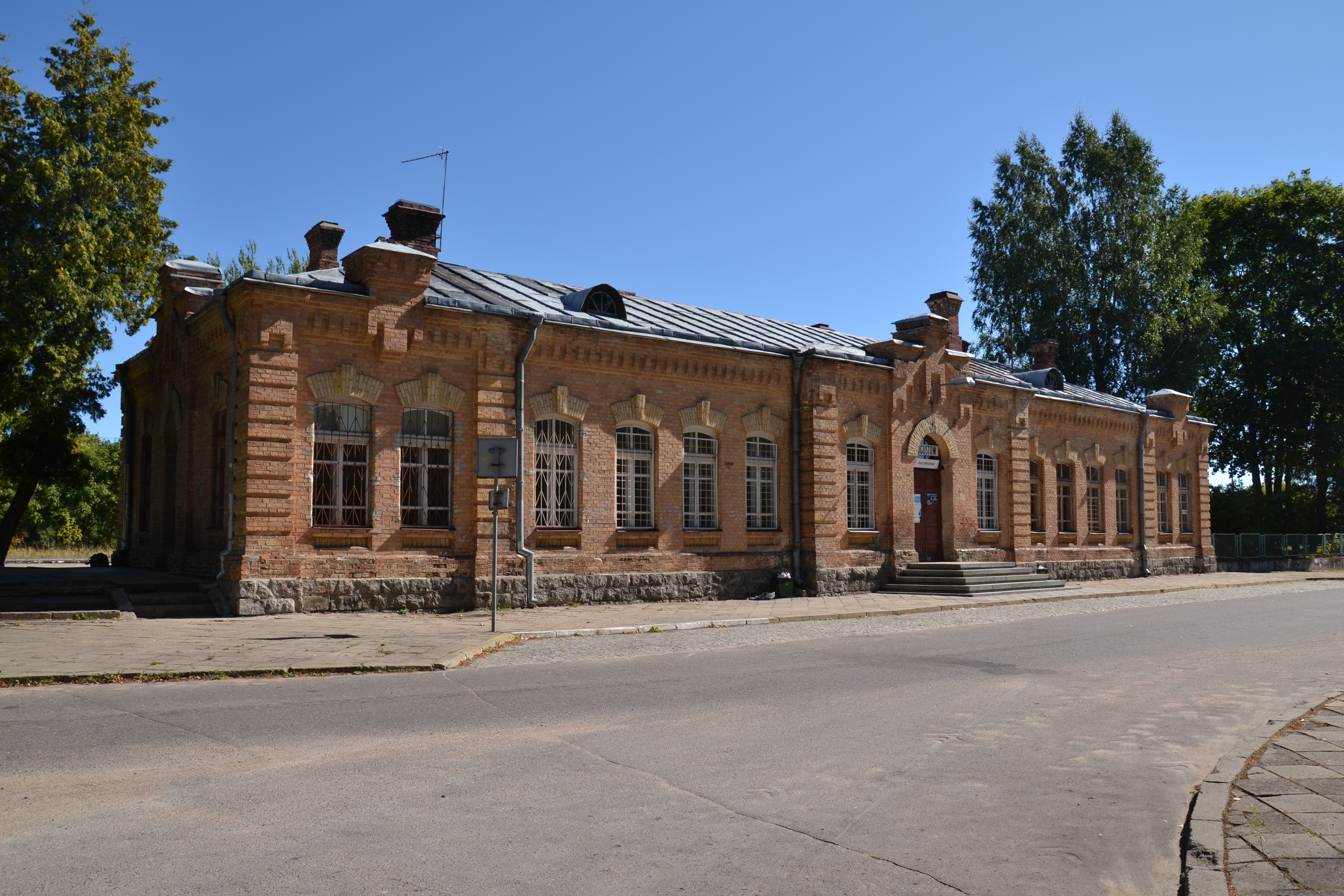
Stacja kolejowa w Augustowie

Przez Augustów przebiega linia kolejowa nr 40 (Sokółka–Suwałki). W mieście znajduje się stacja kolejowa oraz przystanek Augustów Port (dla pociągów osobowych) w odległości około 3 km od centrum miasta. Augustów ma bezpośrednie połączenia kolejowe: w kierunku południowym przez Sokółkę z Białymstokiem i Warszawą, a w kierunku północnym z Suwałkami i Šeštokai (Szostaków) na Litwie.

### Komunikacja miejska
Obecnie w Augustowie komunikację miejską prowadzi Przedsiębiorstwo Transportowe „Necko” sp. z o.o. W związku z tym, że Augustów posiada status uzdrowiska Zakład Komunikacji Miejskiej w Augustowie prowadzi sukcesywną wymianę taboru na autobusy niskopodłogowe spełniające normę EURO2 i wyższe normy, dostosowane do przewozu osób starszych i niepełnosprawnych. W maju 2022 ZKM eksploatował 8 autobusów – 2 Solarisy Urbino 10, 2 Solarisów Alpino i 4 Solarisy Urbino 8,6.
ZKM obsługuje następujące linie:
- Linia nr 1: Silikaty – Turystyczna – Aleja Kardynała Wyszyńskiego – I Płk Ułanów Krechowieckich – Komunalna – Tytoniowa – Komunalna – I Płk Ułanów Krechowieckich – Aleja Kardynała Wyszyńskiego – Partyzantów – Szpitalna – Zarzecze – Mostowa – Rynek Zygmunta Augusta – Polna – Jonkajtysa – Wojska Polskiego – Mickiewicza – Chreptowicza – Brzostowskiego – 29. Listopada – Waryńskiego/Przychodnia. Powrót: WARYŃSKIEGO/PRZYCHODNIA – Obrońców Westerplatte – Sucharskiego – Brzostowskiego – Chreptowicza – Norwida – Wojska Polskiego – Jonkajtysa – Polna – Rynek Zygmunta Augusta – Mostowa – Zarzecze – Szpitalna – Partyzantów – Aleja Kardynała Wyszyńskiego – Turystyczna – Dworzec PKP – Silikaty
- Linia nr 2: Tartaczna – Turystyczna – Aleja Kardynała Wyszyńskiego – 29. Listopada – 3. Maja – Rynek Zygmunta Augusta – Polna – Jonkajtysa – Wojska Polskiego – Mazurska – Wojska Polskiego – Arnikowa – Słowackiego – Chreptowicza – Obrońców Westerplatte – Sucharskiego/Pływalnia. Powrót: Sucharskiego/Pływalnia – Brzostowskiego – Chreptowicza – Mazurska – Arnikowa – Słowackiego – Wojska Polskiego – Jonkajtysa – Polna – Rynek Zygmunta Augusta – 3.Maja – 29. Listopada – Aleja Kardynała Wyszyńskiego – Turystyczna – Tartaczna
- Linia nr 3: Jonkajtysa – Wojska Polskiego – Mickiewicza – Norwida – Wojska Polskiego – Arnikowa – Słowackiego – Chreptowicza – Obrońców Westerplatte – Sucharskiego – Brzostowskiego – 29. Listopada – Aleja Kardynała Wyszyńskiego – Tytoniowa – Komunalna/Zajezdnia.
- Linia nr 4: Tartaczna – Turystyczna – Aleja Kardynała Wyszyńskiego – Partyzantów – Letniskowa – Szpitalna – Zarzecze – Mostowa – Nowomiejska – Nowomiejska/Os. Borki. Powrót: Nowomiejska/Os. Borki – Aleja Jana Pawła II – Rajgrodzka – Zygmuntowska – Jonkajtysa – Wojska Polskiego – Mickiewicza – Norwida – Wojska Polskiego – Chreptowicza – Brzostowskiego – 29. Listopada – Aleja Kardynała Wyszyńskiego – Turystyczna – Tartaczna.

W lipcu i sierpniu komunikacja miejska w Augustowie jest bezpłatna dla osób urodzonych w Augustowie i turystów, którzy wykupili Augustowską Kartę Turysty.

### Komunikacja dalekobieżna
Dominującą rolę odgrywa przedsiębiorstwo PKS Suwałki. W Augustowie można spotkać też autobusy PKS Białystok, PKS Łomża, PKS Warszawa, PKS Olsztyn, PKS Siemiatycze i Arriva.
Augustów posiada bezpośrednie połączenia autobusowe z Warszawą, Białymstokiem, Krakowem, Wrocławiem, Olsztynem, Suwałkami, Ełkiem, Sejnami, Gołdapią, Węgorzewem, Mikołajkami, Łomżą, Grajewem, Dąbrową Białostocką i mniejszymi miejscowościami regionu, a w okresie wakacyjnym także z Siemiatyczami i Bielskiem Podlaskim.

## Urzędy i instytucje
- Urząd Miejski[40]
- Urząd Gminy Augustów[41]
- Starostwo Powiatowe[42]
- Komenda Powiatowa Policji[43]

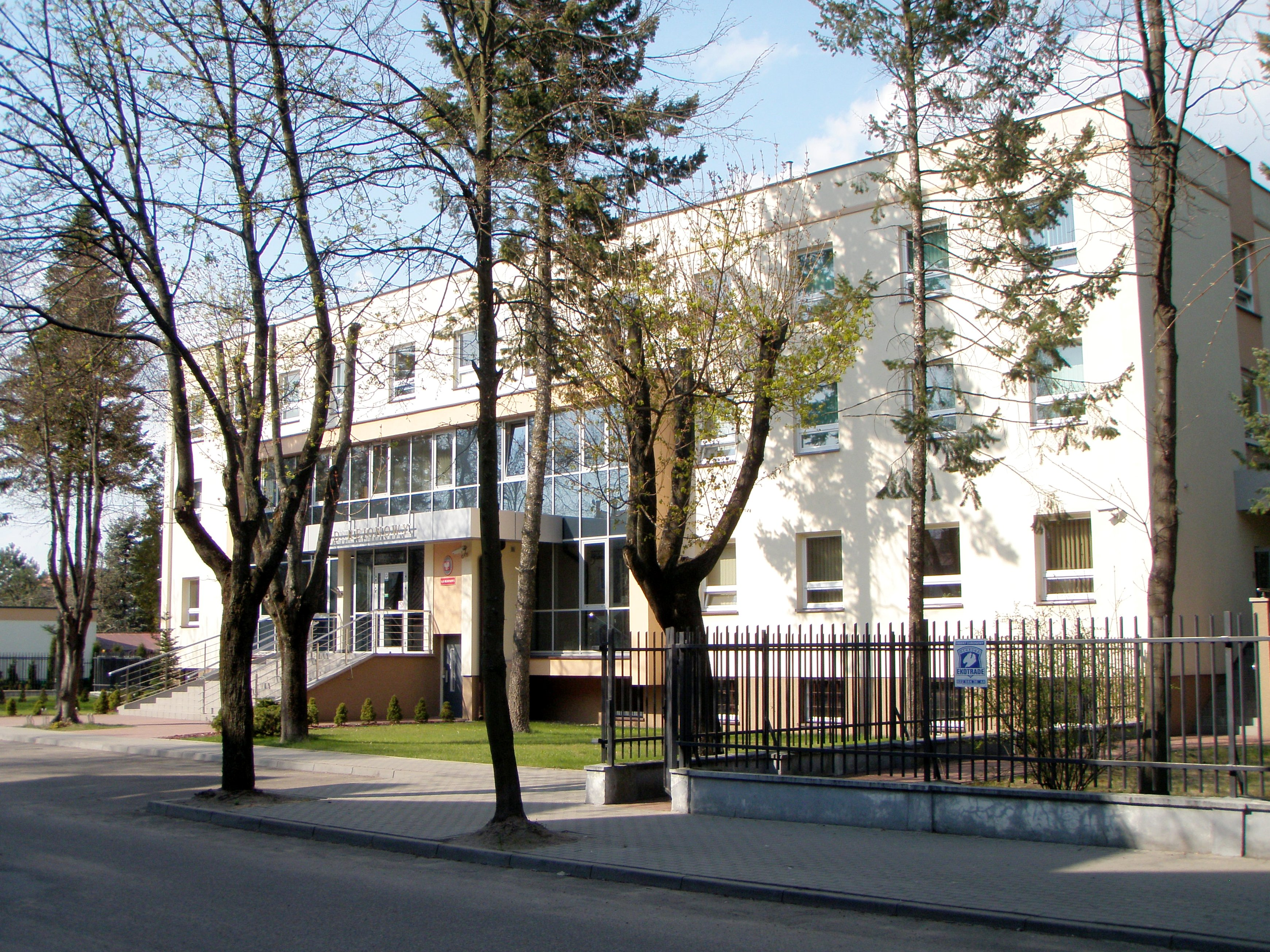
Sąd Rejonowy

- Komenda Powiatowa Państwowej Straży Pożarnej[44]
- Placówka Straży Granicznej, placówka Podlaskiego Oddziału Straży Granicznej[45]
- Oddział Celny placówka Urzędu Celnego w Suwałkach[46]
- Sąd Rejonowy[47]
- Prokuratura Rejonowa[48]
- Urząd Skarbowy[49]
- Powiatowy Urząd Pracy[50]
- Powiatowy Zarząd Dróg[51]
- Biuro Powiatowe Agencji Restrukturyzacji i Modernizacji Rolnictwa[52]
- Inspektorat Zakładu Ubezpieczeń Społecznych[53]
- Nadleśnictwo Augustów[54]
- Nadzór Wodny Augustów – podlega pod Zarząd Zlewni Giżycko[55]
- Kasa Rolniczego Ubezpieczenia Społecznego Placówka Terenowa w Augustowie[56]

## Edukacja i nauka

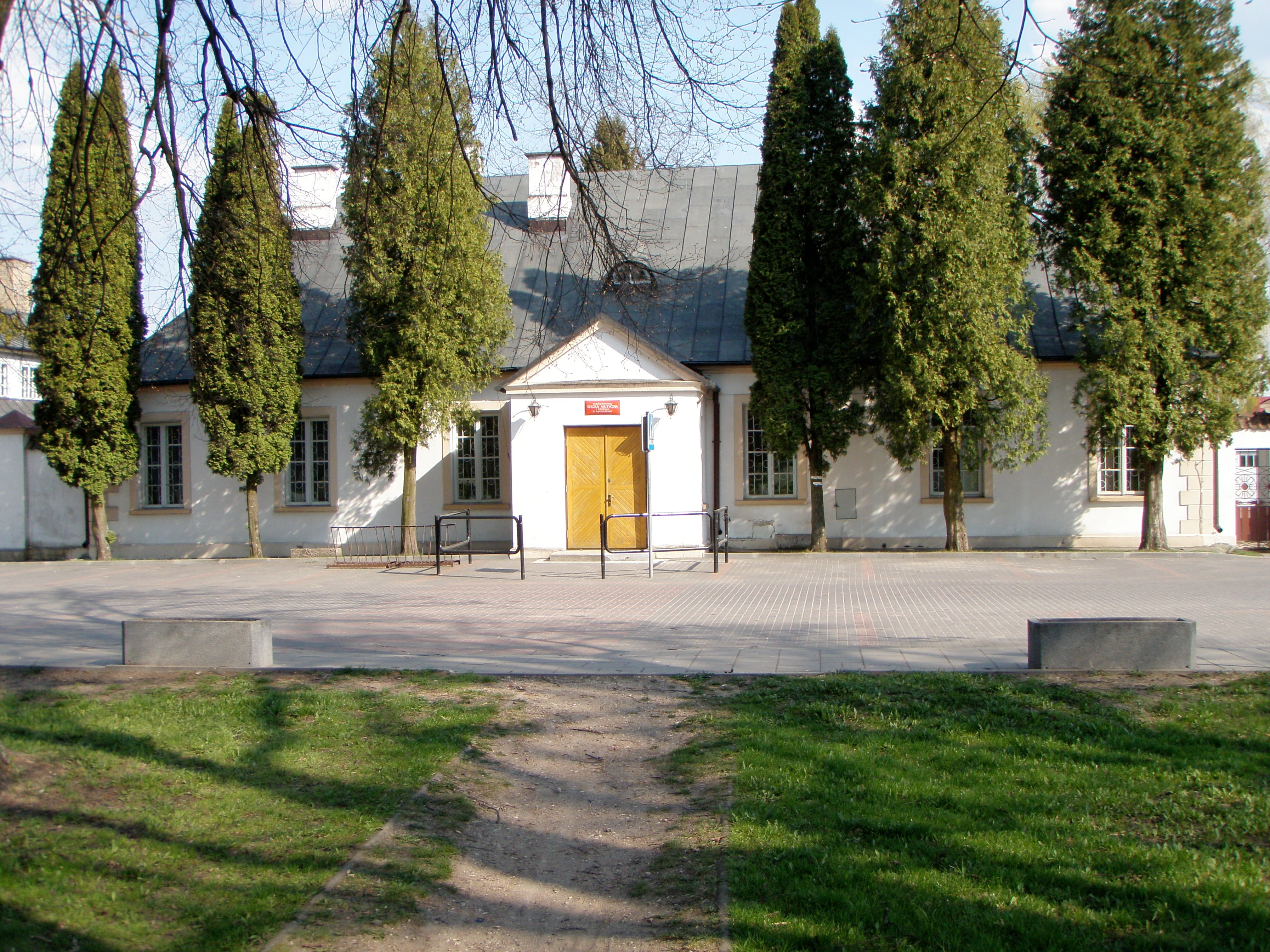
Siedziba szkoły muzycznej w zabytkowym budynku poczty

### Żłobki i przedszkola
- Żłobek Samorządowy w Augustowie
- Przedszkole Nr 1 w Augustowie
- Przedszkole Nr 2 w Augustowie
- Przedszkole Nr 3 w Augustowie
- Przedszkole Nr 4 w Augustowie
- Przedszkole Nr 6 w Augustowie[57]

### Szkoły podstawowe
- Szkoła Podstawowa nr 2 im. Zygmunta Augusta
- Szkoła Podstawowa nr 3 im. I Pułku Ułanów Krechowieckich
- Szkoła Podstawowa nr 4 im. M. Konopnickiej
- Szkoła Podstawowa nr 6 im. Armii Krajowej
- Społeczna Szkoła Podstawowa Społecznego Towarzystwa Oświatowego
- Szkoła Podstawowa Montessori w Augustowie

### Gimnazja
- Gimnazjum nr 1 im. Marszałka Józefa Piłsudskiego (zlikwidowane od lipca 2016 roku)
- Gimnazjum nr 2 im. Sybiraków
- Gimnazjum nr 3 im. I Pułku Ułanów Krechowieckich
- Gimnazjum nr 4 z ZSO im. Grzegorza Piramowicza w Augustowie
- Gimnazjum Specjalne
- Społeczne Gimnazjum Społecznego Towarzystwa Oświatowego

### Szkoły ponadgimnazjalne
- I Liceum Ogólnokształcące im. Grzegorza Piramowicza
- II Liceum Ogólnokształcące im. Polonii i Polaków na Świecie
- ACE (Augustowskie Centrum Edukacyjne), gdzie można również dokształcać się, po ukończeniu szkoły średniej
- Zespół Szkół Technicznych im. gen. I. Prądzyńskiego(zlikwidowana w 2025 roku)

W odrestaurowanym budynku z 1927 roku, będącym siedzibą powołanego w 1992 r. II LO i zarazem najstarszym budynkiem szkolnym Augustowa, w przeszłości miały siedzibę: Państwowe Seminarium Nauczycielskie (1927–36), Państwowe Gimnazjum Koedukacyjne (1933–39), 4-klasowa Szkoła Ćwiczeń, Państwowe Liceum i Gimnazjum (1937–39, 1945–48), Szkoła Ogólnokształcąca Stopnia Licealnego (1948–50), Liceum Pedagogiczne (1950–67), Liceum Ogólnokształcące dla Pracujących (1964–75), Liceum Ogólnokształcące im. G. Piramowicza (1968–75), Szkoła Podstawowa nr 3 (1975–88) i Szkoła Podstawowa nr 4 (1993–94).

### Szkoły muzyczne
- Państwowa Szkoła Muzyczna I stopnia im. Emila Młynarskiego

## Kultura

### Instytucje

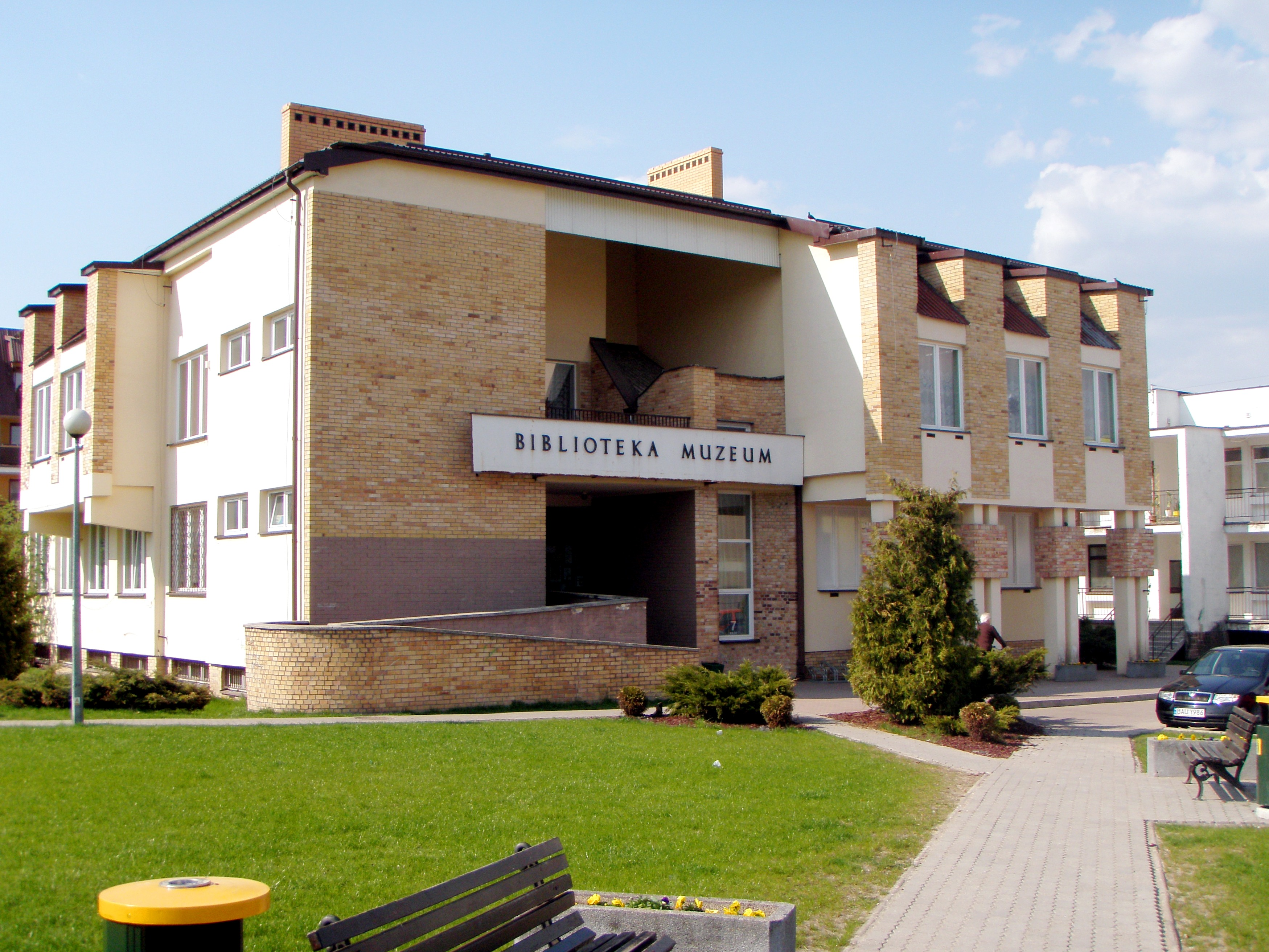
Siedziba Miejskiej Biblioteki Publicznej i Muzeum Ziemi Augustowskiej

Główną instytucją organizującą życie kulturalne w mieście są Augustowskie Placówki Kultury, w skład których wchodzą:
- Miejski Dom Kultury (rynek Zygmunta Augusta 9) – w domu kultury działa m.in. Klub Podróżnika, Klub Long Play, Klub Babiniec, ponadto organizowane są wieczory literackie, wystawy czasowe, warsztaty i konkursy.
- Muzeum Ziemi Augustowskiej
  - Dział Etnograficzny (ul. Hoża 7) prezentuje stałą wystawę poświęconą kulturze ludowej regionu, a także wystawy czasowe, związane m.in. z historią miasta
  - Dział Historii Kanału Augustowskiego (ul. 29 Listopada 5a) mieści wystawę stałą „Historia budowy i eksploatacji Kanału Augustowskiego, z podkreśleniem roli gen. Ignacego Prądzyńskiego”, wzbogaconą projekcją filmów.
- Miejska Biblioteka Publiczna (ul. Hoża 7) – posiada ok. 87 tys. woluminów w wypożyczalni dla dzieci, dorosłych i czytelni oraz 2 filiach.

Ponadto w mieście działają:
- Osiedlowy Dom Kultury Spółdzielni Mieszkaniowej w Augustowie – istnieją w nim m.in. sekcje: taneczne, plastyczna, literacka, szachowa, brydża sportowego, zespół szantowy[60].
- Biblioteka Pedagogiczna – filia Centrum Edukacji Nauczycieli w Suwałkach[61].
- Dyskusyjny Klub Filmów Dokumentalnych „Okno na świat” – przedsięwzięcie współorganizowane przez Towarzystwo Inicjatyw Twórczych „ę” z Warszawy oraz Augustowskie Placówki Kultury.
- Kino „Iskra” – dysponuje projektorem 3D[62].
- Muzeum 1. Pułku Ułanów Krechowieckich[63] – zlokalizowane w kościele Matki Bożej Częstochowskiej.

### Media
W Augustowie wydawane są czasopisma:
- „Przegląd Augustowski” – miesięcznik redagowany przez augustowskie placówki kultury
- „Przegląd Powiatowy” – tygodnik
- „Augustowski Reporter” – miesięcznik

Ponadto Augustowsko-Suwalskie Towarzystwo Naukowe z siedzibą w Suwałkach wydaje „Rocznik Augustowsko-Suwalski”, w którym publikowane są prace augustowskich historyków.
Informacje z Augustowa obecne są w mediach regionalnych Polski północno-wschodniej, takich jak: „Gazeta w Białymstoku” (lokalne wydanie „Gazety Wyborczej”), „Kurier Poranny”, „Gazeta Współczesna”, Radio Białystok, Radio 5, TVP Białystok.

### Imprezy
Imprezy cykliczne odbywają się przede wszystkim w sezonie wakacyjnym. Są to m.in.:
- Międzynarodowy Festiwal Jazzu Tradycyjnego „Augustowskie Spotkania z Louisem Armstrongiem”
- Konkursu Skoków Na Nartach Wodnych NETTA CUP
- Balladowe Nocki nad Neckiem – koncerty poezji śpiewanej i piosenki aktorskiej
- Camerata Augustoviana – koncerty muzyki poważnej
- Letnia Filharmonia Aukso – koncerty muzyki poważnej w różnych miejscowościach regionu
- Augustowskie Lato Teatralne
- Mistrzostwa Polski w Pływaniu Na Byle Czym „Co ma pływać, nie utonie”
- Turniej Miast Przyjaciół Trójki – rywalizacja reprezentantów Augustowa, Szklarskiej Poręby i Radiowej Trójki
- Dni Augustowa – cykl imprez odbywający się w maju w rocznicę nadania praw miejskich
- Augustowskie Motonoce

Imprezy plenerowe odbywają się głównie na rynku Zygmunta Augusta, na bulwarach przy rzece Netcie i nad jeziorem Necko.

## Wspólnoty wyznaniowe

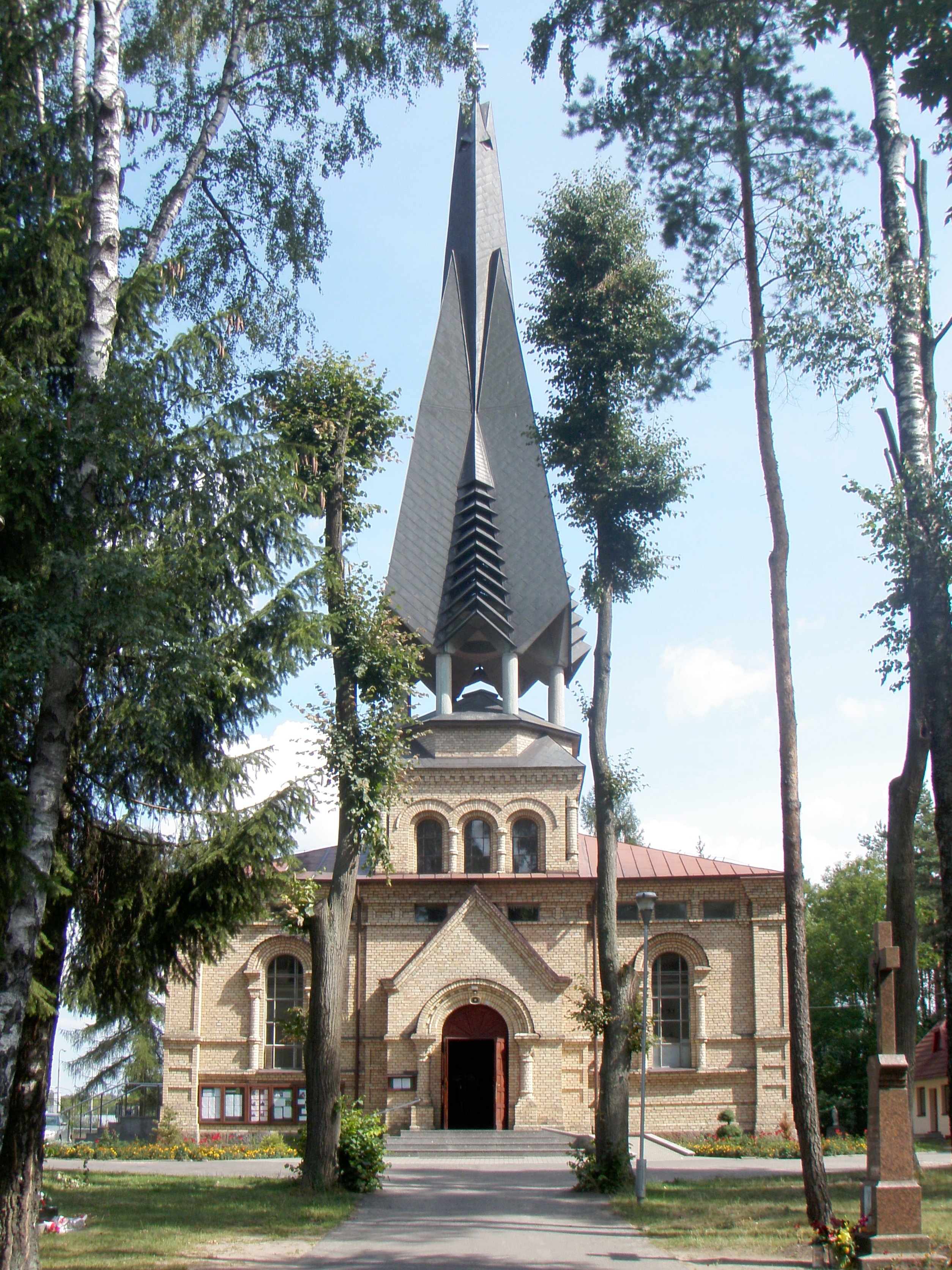
Kościół Matki Bożej Częstochowskiej, dawna cerkiew garnizonowa

### Katolicyzm
Kościół rzymskokatolicki:
- parafia pod wezwaniem Najświętszego Serca Jezusa[65]
- parafia pod wezwaniem Świętej Rodziny[66]
- parafia pod wezwaniem Jana Chrzciciela[67]
- parafia pod wezwaniem Miłosierdzia Bożego[68]
- parafia pod wezwaniem Matki Boskiej Częstochowskiej[69]
- parafia pod wezwaniem Matki Bożej Szkaplerznej w Studzienicznej[70]

Parafie w Augustowie wchodzą w skład diecezji ełckiej. Miasto jest siedzibą dwóch dekanatów: Matki Bożej Królowej Polski oraz św. Bartłomieja Apostoła.
Zgromadzenia zakonne:
- Zgromadzenie Sióstr Franciszkanek Rodziny Maryi[73]
- Zgromadzenie Sióstr Matki Bożej Loretańskiej[74]
- Zgromadzenie Sióstr Urszulanek Serca Jezusa Konającego[75]

### Prawosławie
Polski Autokefaliczny Kościół Prawosławny:
- parafia Wniebowstąpienia Pańskiego, należąca do dekanatu Sokółka w diecezji białostocko-gdańskiej[76]
  - cerkiew parafialna pw. Wniebowstąpienia Pańskiego, rynek Zygmunta Augusta 4 (przy ul. Mazurskiej 16 trwa budowa cerkwi pw. Augustowskiej Ikony Matki Bożej, która zastąpi dotychczasową)[77]

### Protestantyzm
- Kościół Boży w Polsce:

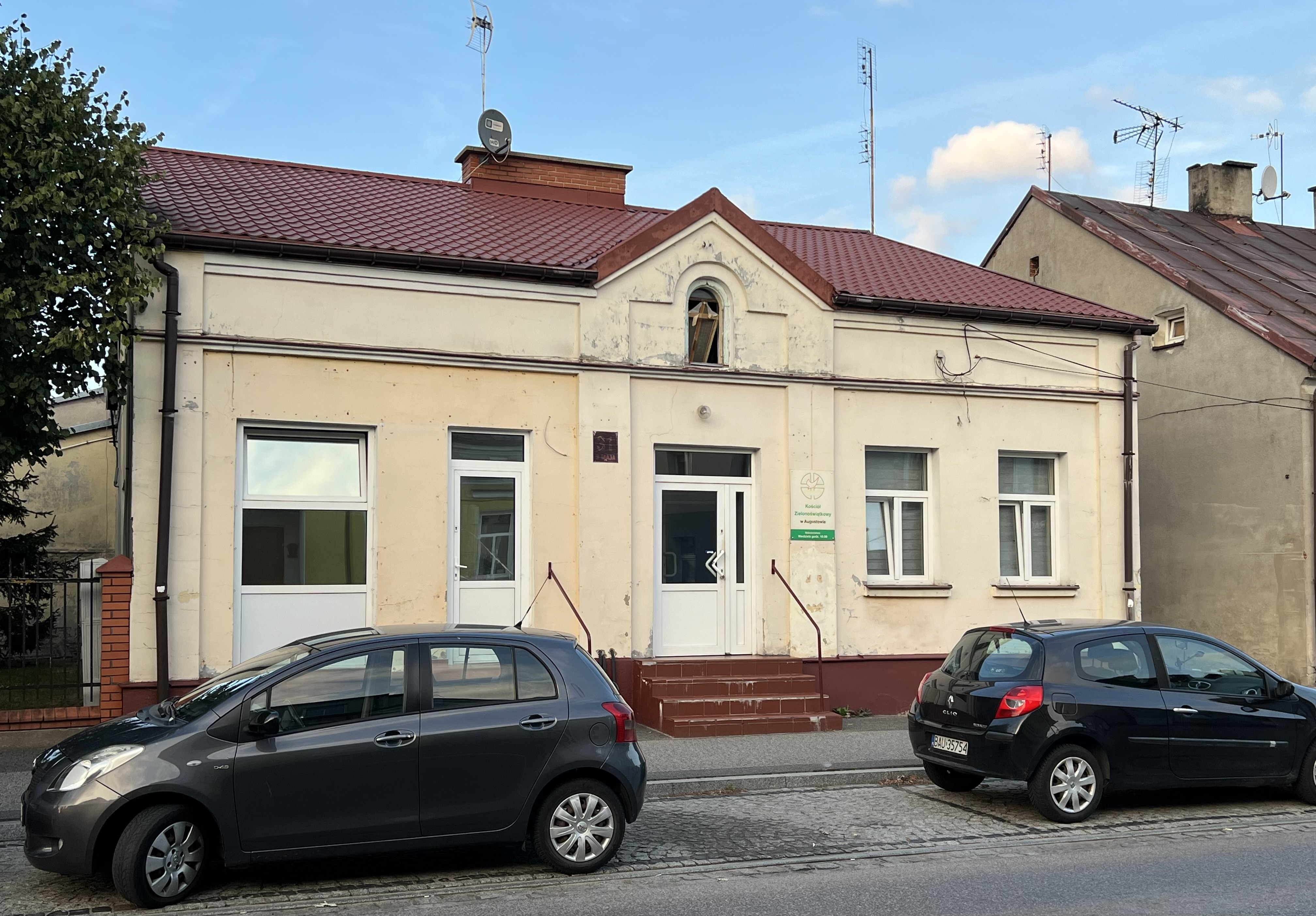
Kościół Zielonoświątkowy

  - Kościół Boży „Dom Wody Żywej” w Augustowie, ul. M. Konopnickiej 14[78]
- Kościół Zielonoświątkowy w RP:
  - Kościół Zielonoświątkowy w Augustowie, ul. 3-go Maja 31/2A[79][80]

### Świadkowie Jehowy
- Świadkowie Jehowy:
  - zbór Augustów (Sala Królestwa ul. Żurawia 29)[81].

## Sport
- AKS Sparta Augustów – piłka nożna mężczyzn, kajakarstwo
- ATP Augustów – pływanie
- UKS MOS Nord Augustów – żeglarstwo
- UKS Centrum Augustów – piłka siatkowa
- UKS Technik Augustów – lekka atletyka
- Sztorm GO Augustów – boks

Augustów miał być areną Mistrzostw Świata w Kajakarstwie w 1942, niedoszłych do skutku z uwagi na działania II wojny światowej.

## Współpraca międzynarodowa

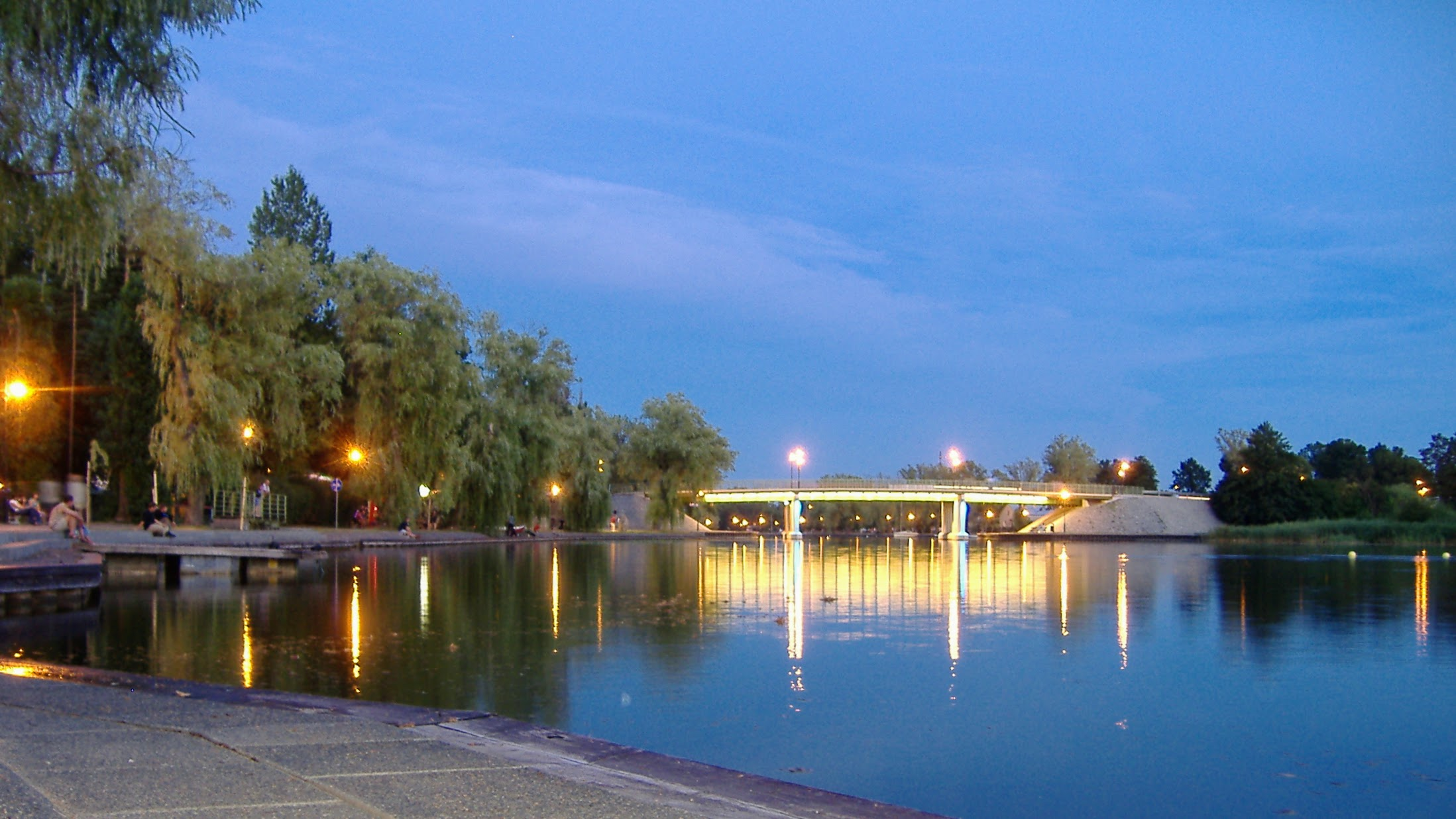
Augustów nocą

Miasta i gminy partnerskie:
- Druskienniki (Litwa)
- Porto Ceresio (Włochy)
- Tuusula (Finlandia)
- Rudki (Ukraina)
- Szklarska Poręba
- Dębica
- Supraśl